# Aeropuerto Internacional Hartsfield-Jackson
El Aeropuerto Internacional Hartsfield-Jackson (del inglés: Hartsfield–Jackson Atlanta International Airport) (IATA: ATL, OACI: KATL, FAA LID: ATL), conocido localmente como Aeropuerto de Atlanta, Aeropuerto Hartsfield y Hartsfield -Jackson, es el principal aeropuerto internacional que sirve a Atlanta, Estados Unidos. El aeropuerto está ubicado a 11 km (7 millas) al sur del distrito del centro de Atlanta. Lleva el nombre de los antiguos alcaldes de Atlanta William B. Hartsfield y Maynard Jackson. ATL cubre 1,902 ha (4,700 acres) de tierra y tiene cinco pistas paralelas.
Hartsfield-Jackson es el principal centro de conexiones de Delta Air Lines, y es una ciudad foco para las aerolíneas de bajo costo Frontier Airlines y Southwest Airlines. Con algo más de mil vuelos diarios a 225 destinos nacionales e internacionales, el centro de conexiones de Delta es el mayor centro de conexiones de aerolíneas del mundo. Además de albergar la sede corporativa de Delta, Hartsfield-Jackson también es la sede del Centro de Operaciones Delta TechOps, que es el brazo principal de mantenimiento, reparación y revisión de la aerolínea.
El aeropuerto tiene servicio internacional hacia América del Norte, América del Sur, América Central, Europa, Asia y África. Como puerta de entrada internacional a los Estados Unidos, Hartsfield-Jackson ocupa el séptimo lugar en el tráfico internacional de pasajeros.  Muchos de los casi un millón de vuelos anuales son vuelos nacionales; el aeropuerto es un importante centro de viajes en la región sureste del país. Atlanta ha sido el aeropuerto más ocupado del mundo por tráfico de pasajeros desde 1998.
El aeropuerto se encuentra principalmente en áreas no incorporadas de los condados de Fulton y Clayton, pero se extiende hasta los límites de la ciudad de Atlanta, College Park, y Hapeville. La terminal doméstica del aeropuerto es servida por las líneas ferroviarias Roja y Dorada del MARTA.

## Instalaciones

### Pistas de aterrizaje
Atlanta tiene cinco pistas, todas paralelas, alineadas de este a oeste. 8L/26R y 8R/26L están al norte del área de la terminal y 9L/27R, 9R/27L y 10/28 están al sur. De norte a sur las pistas son:
Las pistas 8R/26L y 9L/27R se utilizan para las salidas, ya que son las más cercanas a las terminales de campo medio; esto reduce la cantidad de combustible necesaria para rodar a la pista. La pista 10/28 se asigna a llegadas o salidas, dependiendo de las operaciones de aeródromo asignadas.

### Terminales
El Aeropuerto Internacional Hartsfield-Jackson tiene un espacio de terminal y vestíbulo que totaliza 630,000 m² (6.8 millones de pies cuadrados).ATL emplea a aproximadamente 63 mil personas. Hay dos terminales, la Terminal Doméstica y la Terminal Internacional Maynard H. Jackson Jr., donde los pasajeros documentan y reclaman maletas.
La Terminal Doméstica está en el lado oeste del aeropuerto. Está dividida en dos lados: Terminal Sur y Terminal Norte, para la emisión de boletos, la documentación y el reclamo de equipaje. Delta es el único inquilino de Terminal Sur, mientras que todas las demás aerolíneas nacionales se encuentran en la Terminal Norte. La parte del edificio entre la Terminal Norte y la Terminal Sur incluye el Atrium, que es una gran área de asientos abiertos con concesionarios, un banco, salas de conferencias, una capilla interreligiosa y oficinas en los pisos superiores con el punto de control de seguridad principal, el Centro de Transporte Terrestre y una estación del MARTA en otros niveles.
Los vuelos internacionales llegan y salen de la terminal internacional, ya sea de la Sala E o F, ubicada en el lado este del aeropuerto. La Sala F y la nueva terminal internacional se abrieron el 16 de mayo de 2012, mientras que la Sala E se abrió en septiembre de 1994, en previsión de los Juegos Olímpicos de Verano de 1996. Los vuelos internacionales con predespacho de aduana pueden llegar a las salas T y A-D. Los vuelos internacionales también pueden partir de las salas T y A-D, como cuando no hay espacio disponible en las salas E o F, o cuando un avión llega como un vuelo nacional y continúa como un vuelo internacional. Además, todos los vuelos internacionales previamente autorizados, independientemente de su origen, recogerán su equipaje en la terminal internacional.
Las 195 puertas están ubicadas en siete salas entre las terminales nacional e internacional. La Sala T está conectada a la Terminal Doméstica. Las seis salas restantes de oeste a este son las salas A, B, C, D, E y F. Las Salas A-D y T se usan para vuelos nacionales, mientras que las Salas E y F se usan para vuelos internacionales y algunos vuelos nacionales cuando las puertas en T o A-D no están disponibles, o cuando un avión llega como un vuelo internacional y continúa como un vuelo doméstico. La Sala F está conectada directamente con la terminal internacional, mientras que la Sala E tiene una pasarela designada para la terminal internacional y también tiene su propia estación de inspección federal para conectar a los pasajeros. Delta Air Lines tiene puertas y salones Sky Club en todas las salas. American Airlines y United Airlines tienen un Admiral's Club y un United Club respectivamente en la Sala T.
- Sala T cuenta con 21 puertas[14]
- Sala A cuenta con 29 puertas[14]
- Sala B cuenta con 32 puertas[14]
- Sala C cuenta con 34 puertas[14]
- Sala D cuenta con 40 puertas[14]
- Sala E cuenta con 28 puertas[14]
- Sala F cuenta con 12 puertas[14]

Cuando la actual terminal de pasajeros se abrió en 1980, consistía solo en la terminal doméstica, la mitad norte de la Sala T (que albergaba vuelos internacionales) y las Salas A-D. La Sala E abrió en 1994 para vuelos internacionales a tiempo para los Juegos Olímpicos de Verano de 1996, que se celebraron en Atlanta. Una vez que se abrió la Sala E, la Sala T se convirtió en uso doméstico y la antigua sala de aduanas se convirtió en un área de reclamo de equipaje dedicada para American Airlines. La Sala F y la Terminal Internacional se abrieron en 2012.
Las terminales y las salas están conectados por el Transportation Mall, un túnel peatonal con una serie de pasarelas móviles, y The Plane Train, un transporte hectométrico de personas. El Plane Train tiene estaciones a lo largo del Transportation Mall en la Terminal Doméstica (que también sirve a la Sala T), en cada una de las otras seis salas (incluida la Sala F que está conectada a la Terminal Internacional), y en el área de reclamo de equipaje nacional. El Plane Train es el sistema automatizado más activo del mundo, con más de 64 millones de pasajeros en 2002.
Hubo un tiempo en que había una segunda pasarela subterránea entre las Salas B y C que conectaba los extremos norte de las dos salas y hacía posible la transferencia sin volver al centro de la sala. Esto fue construido para Eastern Air Lines, que ocupaba estas dos terminales. Esta pasarela ahora está cerrada, y su entrada en la Sala B ha sido reemplazada por un banco de monitores de llegada/salida.

### Transporte terrestre
Se accede a la terminal doméstica directamente desde la Interestatal 85 en la salida 72. Se accede a la terminal internacional directamente desde la Interestatal 75 en la salida 239. Estas autopistas a su vez se conectan con las siguientes autopistas adicionales dentro de 10 millas: Interestatal 285, Interestatal 675, Georgia State Route 166 e Interestatal 20.
Hartsfield-Jackson tiene su propia estación de tren en el sistema de tránsito rápido de la ciudad, MARTA. La estación aérea se encuentra dentro del edificio principal, entre las terminales domésticas norte y sur en el extremo oeste. La estación del aeropuerto es actualmente la estación más meridional del sistema MARTA, aunque se ha discutido la expansión por metro o ferrocarril de cercanías más al sur en el condado de Clayton.
El centro de alquiler de automóviles del Hartsfield-Jackson, que abrió el 8 de diciembre de 2009, alberga a las diez agencias de alquiler de aeropuertos con capacidad para compañías adicionales. El complejo cuenta con 9,900 espacios de estacionamiento divididos entre dos plataformas de estacionamiento de cuatro pisos que juntas cubren 260,000 m² (2.8 millones de pies cuadrados), un centro de servicio al cliente de 12,700 m² (137,000 pies cuadrados) y un centro de mantenimiento con 140 bombas de gas y 30 bahías de lavado equipadas con un sistema de recuperación de agua. Un transporte hectométrico, el ATL SkyTrain, corre entre el centro de alquiler de automóviles, la Terminal Doméstica y el Centro Gateway del Centro Internacional de Convenciones de Georgia, mientras que una carretera de cuatro carriles que se extiende por la Interestatal 85 conecta el centro de alquiler de automóviles con la red vial existente del aeropuerto.

### Otras instalaciones
El hangar 990 Toffie Terrace, una parte del Aeropuerto Hartsfield-Jackson, y ubicado dentro de los límites corporativos de la ciudad de College Park, es propiedad de la ciudad de Atlanta. El edificio ahora alberga la Unidad de Helicópteros del Departamento de Policía de Atlanta. Alguna vez sirvió como la sede de la aerolínea regional ExpressJet.
Antes de la fusión, Atlantic Southeast Airlines tenía su sede en el hangar y luego se llamó A-Tech Center. En diciembre de 2007, la aerolínea anunció que trasladaría su sede a las instalaciones, anteriormente llamadas "Hangar del Norte". El hangar de 18,900 m² (203,000 pies cuadrados) incluye 9,300 m² (100,000 pies cuadrados) de bahías de hangar para mantenimiento de aeronaves. Tiene 6.9 ha (17 acres) de tierra adyacente y 1,400 espacios de estacionamiento para empleados. La aerolínea planeaba reubicar a 100 empleados de Macon a la nueva sede. El Ayuntamiento de Atlanta y la alcaldesa de Atlanta, Shirley Franklin, aprobaron el nuevo contrato de arrendamiento de 25 años de ASA, que también le dio a la aerolínea un nuevo espacio de hangar para trabajar en 15 a 25 aviones en mantenimiento nocturno; anteriormente, sus aviones recibían servicio en la Sala C. La división de propiedades del aeropuerto declaró que el hangar fue construido en la década de 1960 y renovado en la década de 1970. Eastern Air Lines y Delta Air Lines habían ocupado previamente el hangar. El contrato de arrendamiento de Delta originalmente estaba programado para expirar en 2010, pero la aerolínea devolvió el contrato de arrendamiento a la ciudad de Atlanta en 2005 como parte de su acuerdo de bancarrota. La ciudad recaudó un acuerdo de seguro de casi $900,000 dólares como resultado de la cancelación.

## Aerolíneas y destinos

### Pasajeros

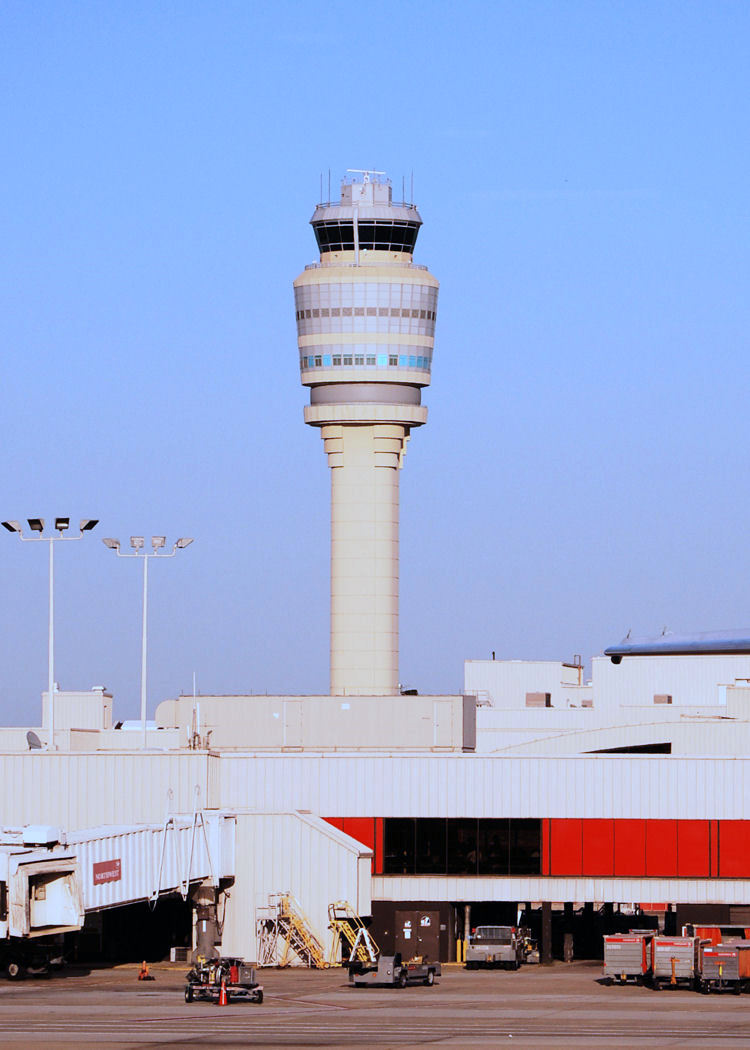
Torre de control del tráfico aéreo del aeropuerto.

| Aerolíneas            | Destinos |
| --------------------- | --- |
| Aeroméxico Connect    | León/El Bajío, Manzanillo, Monterrey, Querétaro, San Luis Potosí |
| Air Canada            | Toronto–Pearson Estacional: Montreal-Trudeau |
| Air Canada Express    | Montreal–Trudeau, Toronto–Pearson |
| Air France            | París–Charles de Gaulle |
| Alaska Airlines       | Portland (OR), San Diego, Seattle/Tacoma |
| American Airlines     | Chicago–O'Hare, Dallas/Fort Worth, Filadelfia, Los Ángeles, Miami, Phoenix–Sky Harbor Estacional: Charlotte, Washington–National |
| American Eagle        | Charlotte, Chicago–O'Hare, Filadelfia, Nueva York–LaGuardia (reinicia el 3 de septiembre de 2025), Washington–National Estacional: Dallas/Fort Worth, Miami |
| Avelo Airlines        | New Haven |
| British Airways       | Londres–Heathrow |
| Copa Airlines         | Ciudad de Panamá–Tocumen |
| Delta Air Lines       | Albany (NY), Albuquerque, Ámsterdam, Anchorage, Antigua, Appleton, Aruba, Asheville, Augusta (GA), Austin, Baltimore, Barbados, Barcelona, Baton Rouge, Bermudas, Birmingham (AL), Bogotá, Boise, Bonaire, Boston, Bozeman, Buenos Aires–Ezeiza, Búfalo, Burbank, Burlington (VT), Cancún, Cartagena, Cayo Hueso, Cedar Rapids/Iowa City (IA), Charleston (SC), Charlotte, Chattanooga, Chicago–Midway, Chicago–O'Hare, Cincinnati, Ciudad de Belice, Ciudad de Guatemala, Ciudad de México, Ciudad de Panamá–Tocumen, Ciudad del Cabo, Cleveland, Colorado Springs, Columbia (SC), Columbus–Glenn, Curazao, Dallas–Love, Dallas/Fort Worth, Dayton, Daytona Beach, Denver, Des Moines, Destin/Fort Walton Beach, Detroit, Dublín, El Paso, Filadelfia, Fort Lauderdale, Fort Myers, Fráncfort, Fresno (finaliza el 7 de septiembre de 2025), Gainesville, Gran Caimán, Grand Rapids, Green Bay, Greensboro, Greenville/Spartanburg, Guadalajara, Gulfport/Biloxi, Harrisburg, Hartford, Honolulu, Houston–Hobby, Houston–Intercontinental, Huntsville, Indianápolis, Jackson (MS), Jacksonville (FL), Jacksonville (NC), Johannesburg–O. R. Tambo, Kansas City, Kingston–Norman Manley, Knoxville, Lagos, Las Vegas, Lexington, Liberia (CR), Lima, Little Rock, Londres–Heathrow, Los Ángeles, Louisville, Madison, Madrid, Melbourne/Orlando, Memphis, Miami, Milán–Malpensa, Milwaukee, Mineápolis/St. Paul, Montego Bay, Monterrey, Montreal–Trudeau, Múnich, Myrtle Beach, Nashville, Nasáu, Newark, Norfolk, Nueva Orleans, Nueva York–JFK, Nueva York–LaGuardia, Oklahoma City, Omaha, Ontario, Orange County, Orlando, Panama City (FL), París–Charles de Gaulle, Pensacola, Phoenix–Sky Harbor, Pittsburgh, Portland (ME), Portland (OR), Providence, Providenciales, Puerto Plata, Puerto Vallarta, Punta Cana, Quito, Raleigh/Durham, Reno/Tahoe, Richmond, Río de Janeiro–Galeão, Roanoke, Roatán, Rochester (NY), Roma–Fiumicino, Sacramento, Salt Lake City, San Antonio, San Diego, San Francisco, San Luis, San José (CA), San José (CR), San José del Cabo, San Juan, San Martín, San Pedro Sula, San Salvador, Santa Bárbara, Santa Lucía–Hewanorra, Santiago de Chile, Santo Domingo–Las Américas, Santo Tomás, São Paulo–Guarulhos, Sarasota, Savannah, Seattle/Tacoma, Seúl–Incheon, Sioux Falls, Siracusa, Spokane, Springfield/Branson, Tallahassee, Tampa, Tel Aviv, Tokio–Haneda, Toronto–Pearson, Tucson, Tulsa, Tulum, Washington–Dulles, Washington–National, West Palm Beach, White Plains, Wichita, Wilmington (NC) Estacional: Acra (reinicia el 1 de diciembre de 2025), Atenas, Bangor, Bruselas, Charlottesville (VA), Cozumel, Eagle/Vail, Edimburgo, Fargo, Fayetteville/Bentonville, Fayetteville (NC), Granada (inicia el 20 de diciembre de 2025), Hayden/Steamboat Springs, Jackson Hole, Kahului, Marrakech (inicia el 25 de octubre de 2025), Mobile–Regional, Montrose, Nápoles, Niza, Palm Springs, Rapid City, San Cristóbal y Nieves, San Vicente–Argyle (inicia el 20 de diciembre de 2025), Santa Cruz, Traverse City, Venecia, Zúrich |
| Delta Connection      | Albany (GA), Alexandria, Allentown, Asheville, Aspen, Augusta (GA), Baton Rouge, Bloomington/Normal, Brunswick, Cayo Hueso, Charleston (WV), Charlottesville (VA), Chattanooga, Columbia (SC), Columbus (GA), Columbus (MS), Dothan, Eleuthera Norte, Evansville, Fargo (inicia el 20 de diciembre de 2025), Fayetteville/Bentonville, Fayetteville (NC), Fort Wayne, Gainesville, George Town, Huntsville, Jacksonville (NC), Knoxville, Lafayette, Lexington, Marsh Harbour, Mobile–Regional, Moline/Quad Cities, Monroe, Montgomery, Roanoke, Shreveport, South Bend, Springfield/Branson, Tallahassee, Tri-Cities (TN), Valdosta, White Plains, Wilmington (NC) Estacional: Harrisburg, Hilton Head |
| Denver Air Connection | Jackson (TN) |
| Ethiopian Airlines    | Adís Abeba |
| Etihad Airways        | Abu Dabi |
| Frontier Airlines     | Aruba, Austin, Baltimore, Boston, Búfalo, Cancún, Chicago–Midway, Chicago–O'Hare, Cincinnati, Columbus–Glenn, Denver, Detroit, Filadelfia, Fort Lauderdale, Fort Myers, Houston–Intercontinental, Indianápolis, Jacksonville (FL), Kansas City, Las Vegas, Los Ángeles, Miami, Montego Bay, Newark, Norfolk, Nueva York–JFK, Nueva York–LaGuardia, Oklahoma City, Omaha (inicia el 10 de diciembre de 2025), Orlando, Raleigh/Durham, Richmond (inicia el 17 de octubre de 2025), San Francisco, San José (CR), San Juan, San Luis, San Pedro Sula, San Salvador, Tampa, Trenton, Washington–Dulles, West Palm Beach Estacional: Cleveland, Dallas/Fort Worth, Hartford, Phoenix–Sky Harbor, Punta Cana |
| JetBlue Airways       | Boston, Fort Lauderdale (reinicia el 4 de diciembre de 2025), Nueva York–JFK |
| KLM                   | Ámsterdam |
| Korean Air            | Seúl–Incheon |
| LATAM Perú            | Lima |
| Lufthansa             | Fráncfort |
| Qatar Airways         | Doha |
| Scandinavian Airlines | Copenhague |
| Southwest Airlines    | Austin, Baltimore, Cancún, Chicago–Midway, Columbus–Glenn, Dallas–Love, Denver, Houston–Hobby, Indianápolis, Kansas City, Las Vegas, Nashville, Nueva Orleans, Nueva York–LaGuardia, Orlando, Phoenix–Sky Harbor, Pittsburgh, Raleigh/Durham, San Antonio, San Luis, Tampa, Washington–National |
| Spirit Airlines       | Baltimore, Columbus–Glenn, Dallas/Fort Worth, Detroit, Filadelfia, Fort Lauderdale, Houston–Intercontinental, Indianápolis, Las Vegas, Los Ángeles, Louisville, Mineápolis/St. Paul, Newark, Nueva Orleans, Nueva York–LaGuardia, Orlando, San Antonio, San Juan, Tampa |
| Sun Country Airlines  | Estacional: Mineápolis/St. Paul |
| Turkish Airlines      | Estambul |
| United Airlines       | Chicago–O'Hare, Denver, Houston–Intercontinental, Newark, San Francisco, Washington–Dulles |
| United Express        | Houston–Intercontinental Estacional: Newark, Washington-Dulles |
| Virgin Atlantic       | Londres–Heathrow, Mánchester (UK) |
| WestJet               | Calgary, Edmonton, Vancouver, Winnipeg |

Notas
1. ↑  Los vuelos de Ethiopian Airlines desde Adís Abeba paran en Dublín para repostar. El vuelo de Atlanta a Adís Abeba es directo.

### Carga

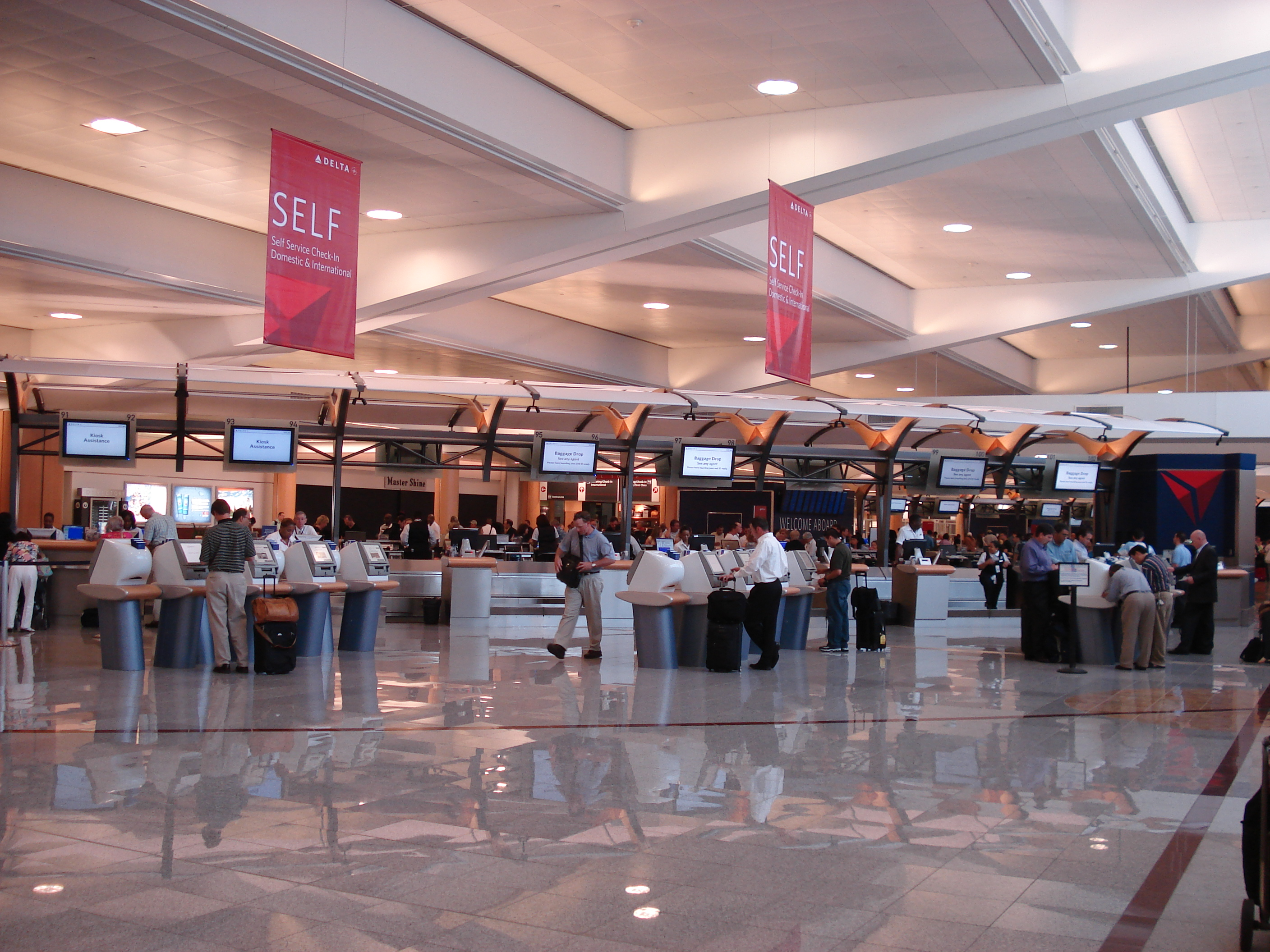
Una línea de documentación automatizada con personal de Delta, la principal aerolínea de Atlanta.

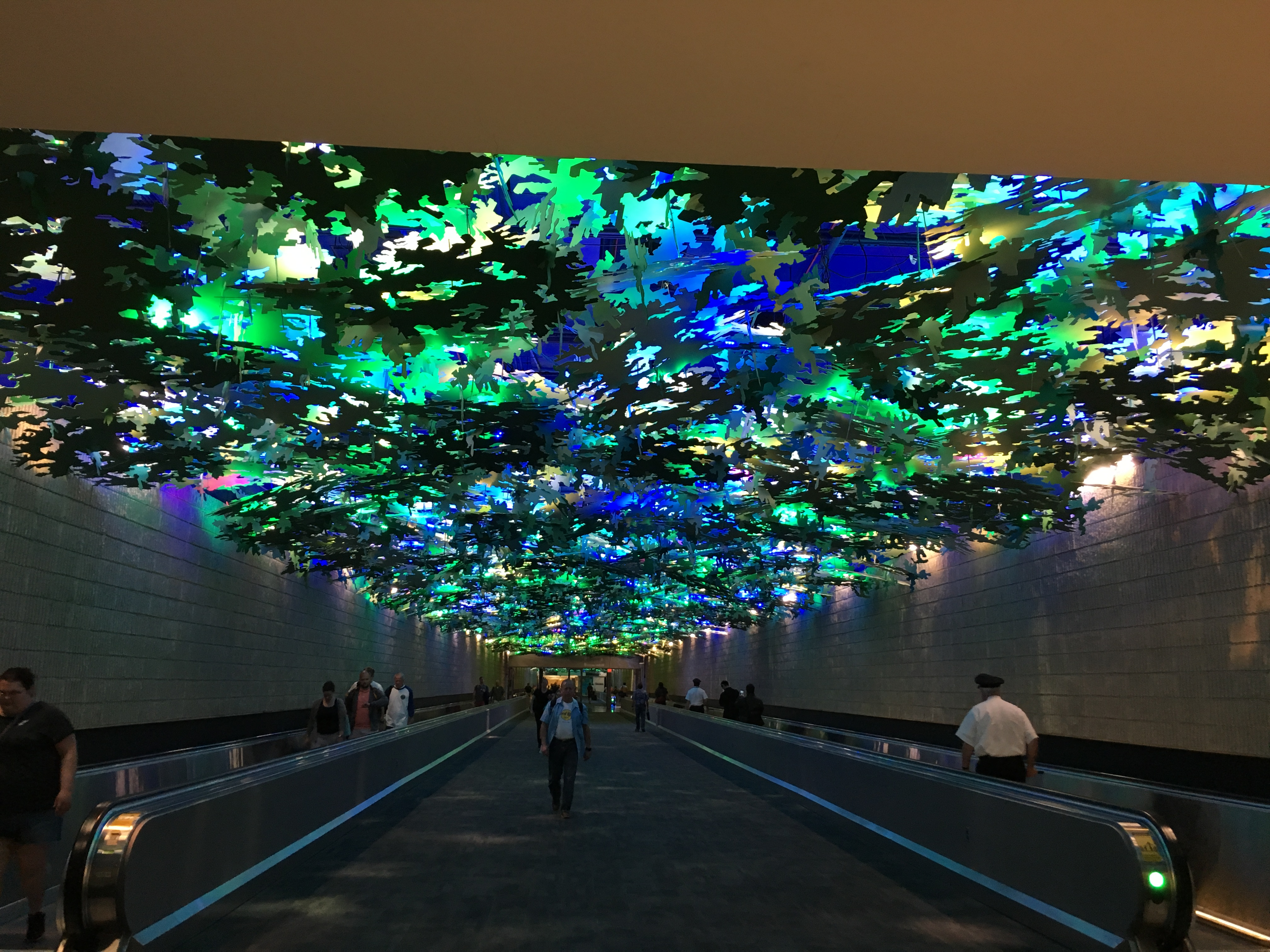
Un pasillo que conecta la Sala B con la Sala A en el Aeropuerto Internacional Hartsfield-Jackson.

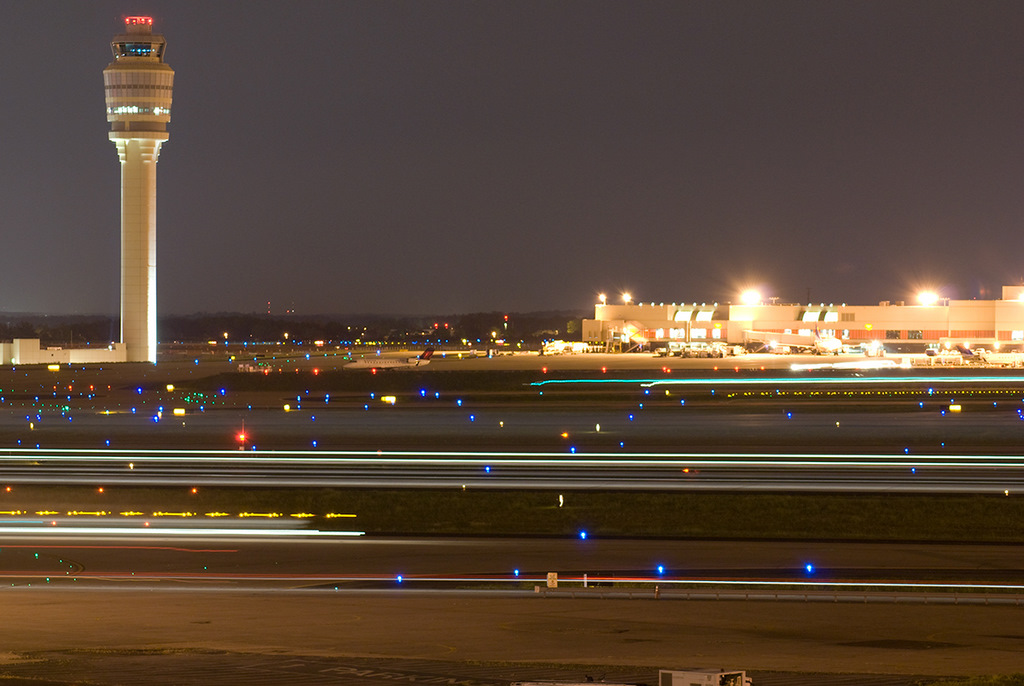
Una vista de la Sala E Internacional y la torre de control en la noche.

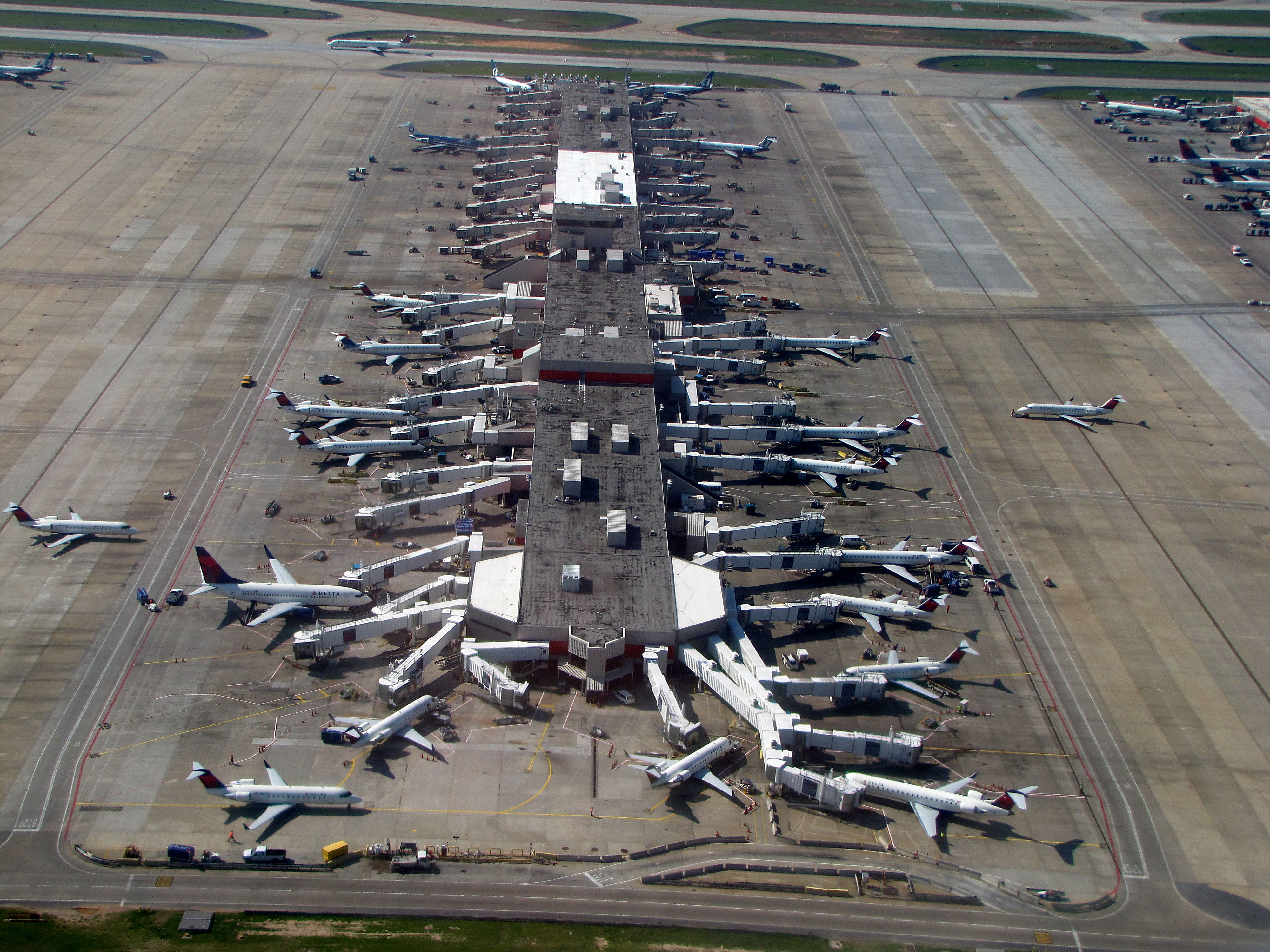
Vista aérea de la Sala C.

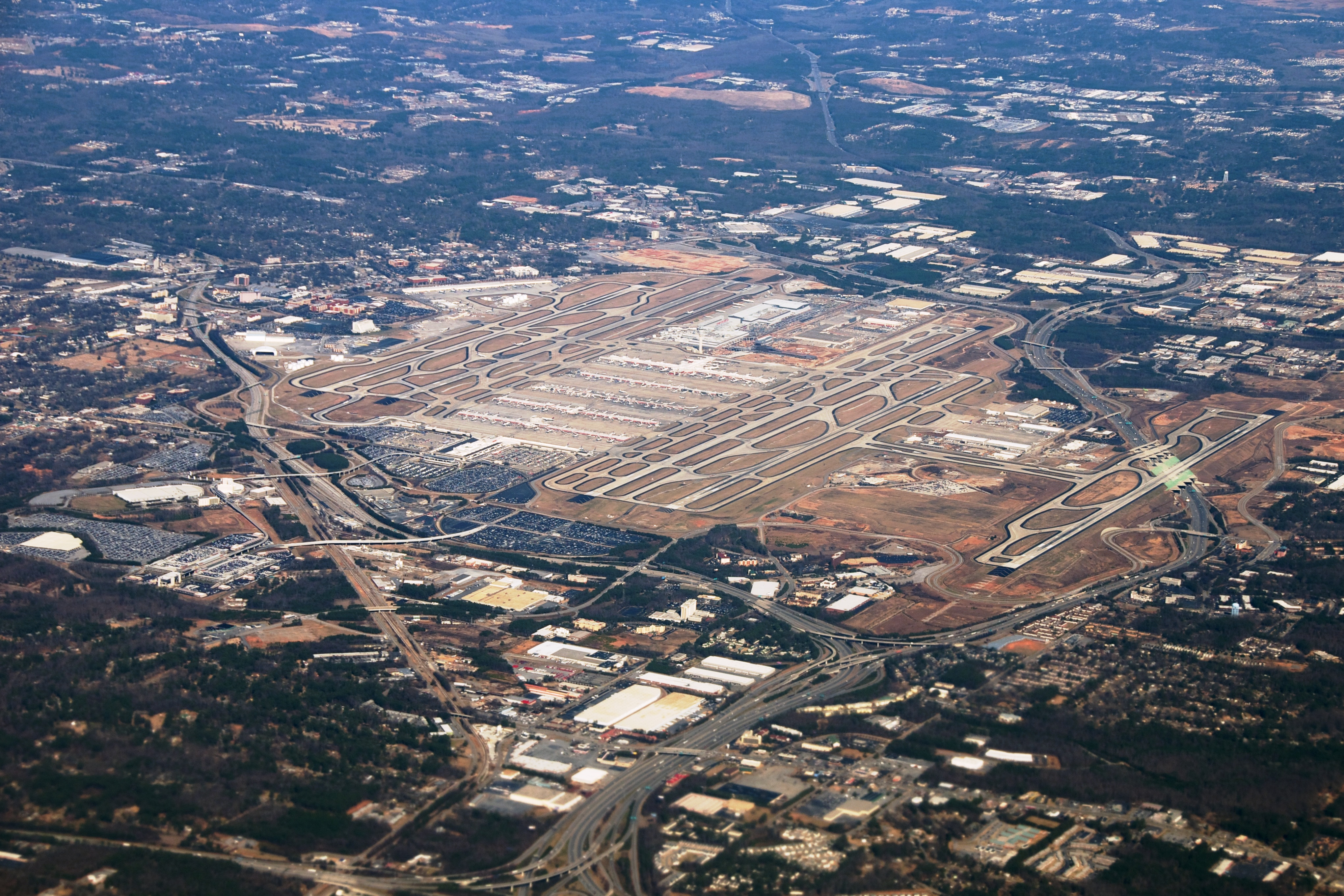
Vista aérea del aeropuerto.

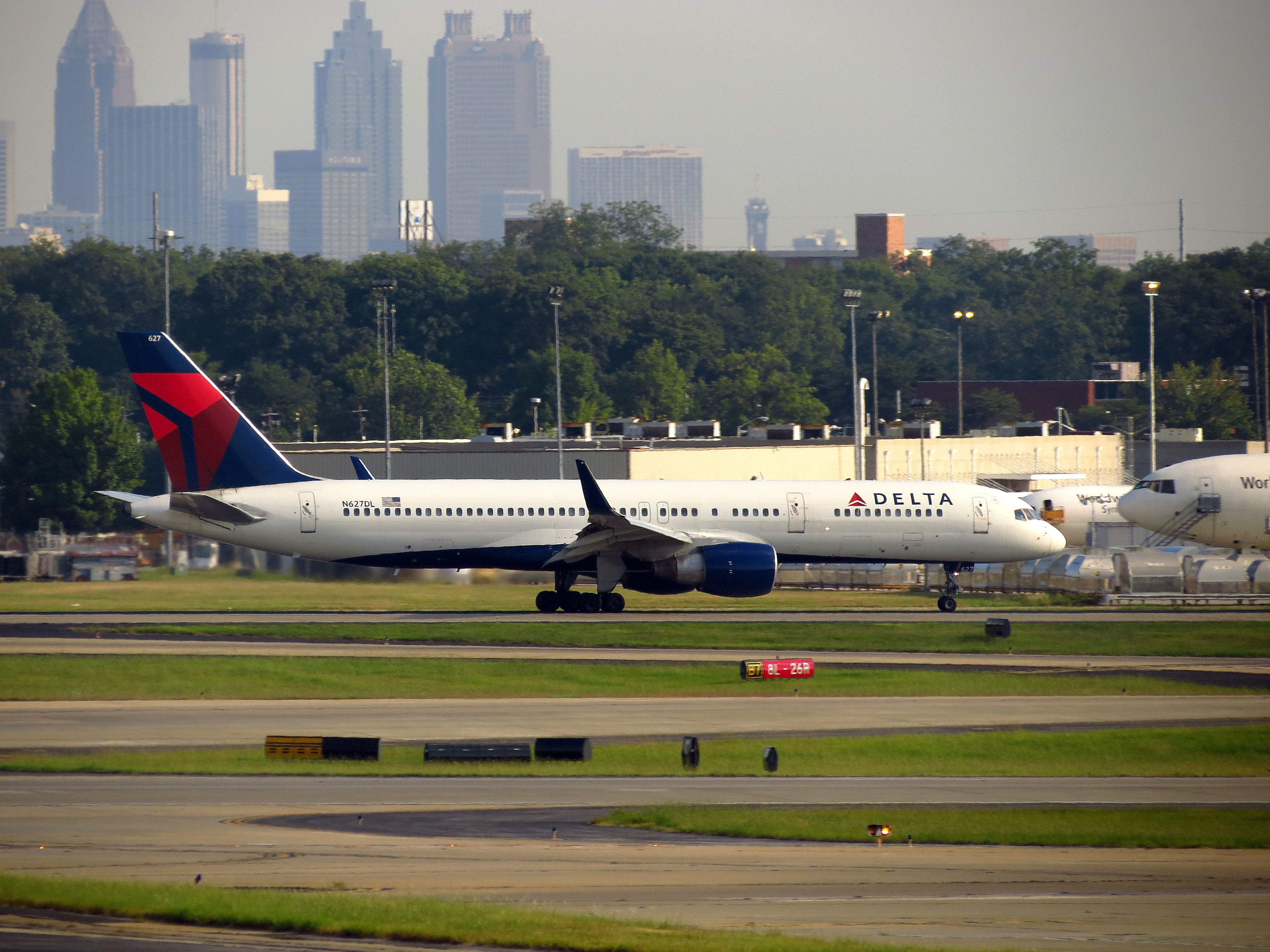
Un Boeing 757-200 de Delta con el horizonte de Atlanta al fondo.

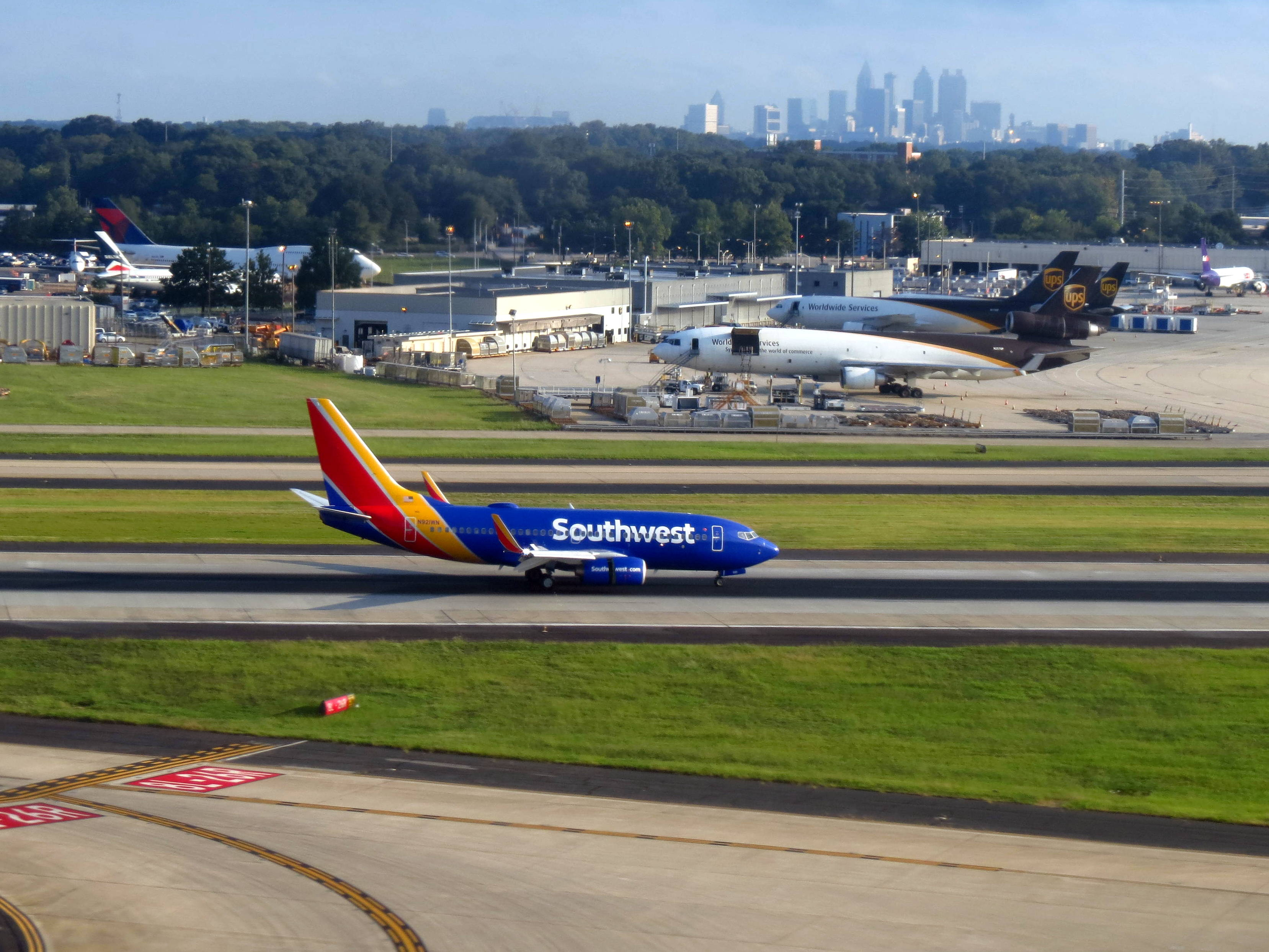
Un Boeing 737-700 de Southwest Airlines llegando a la Pista 8I.

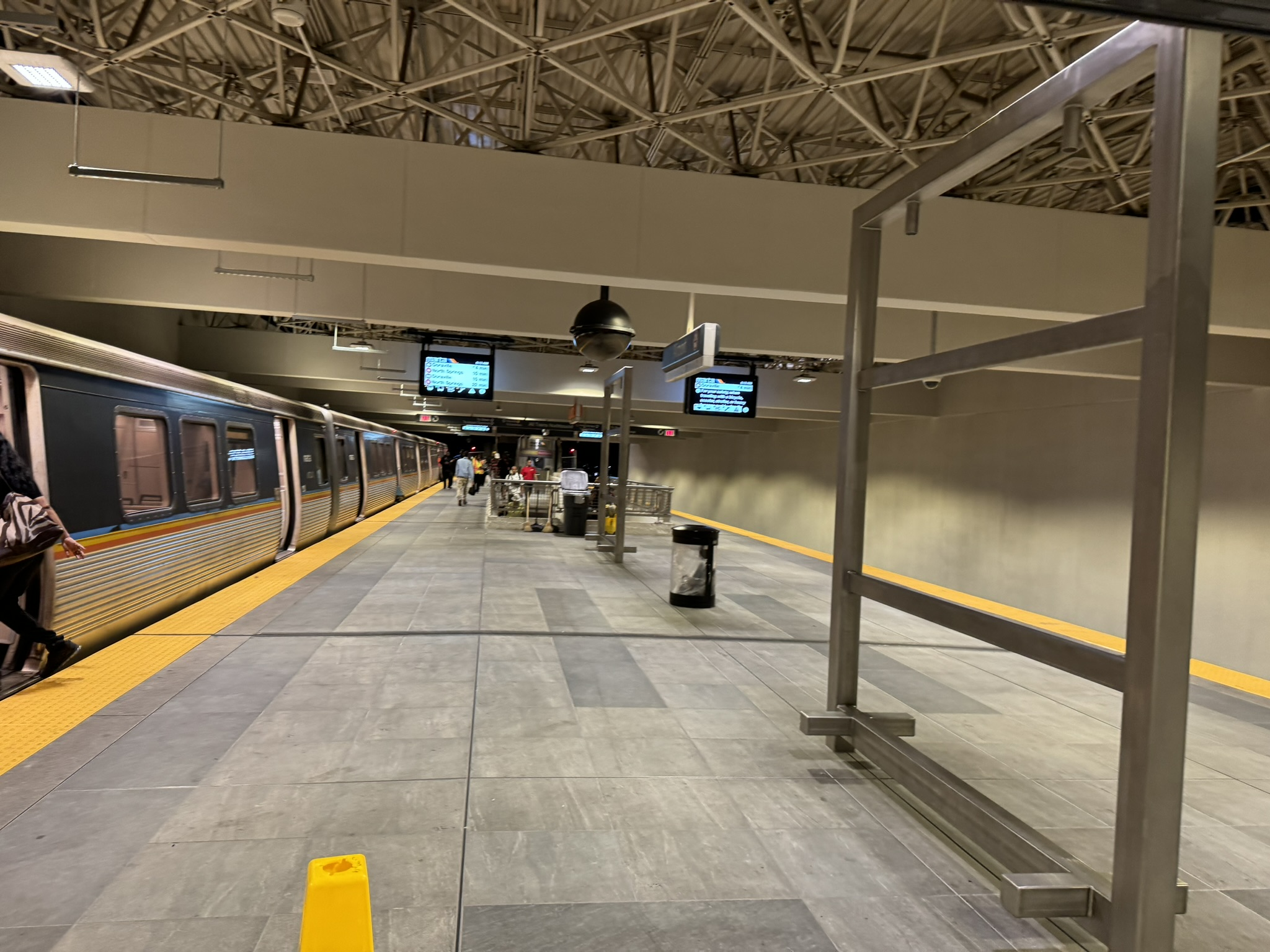
Estación de MARTA Aeropuerto.

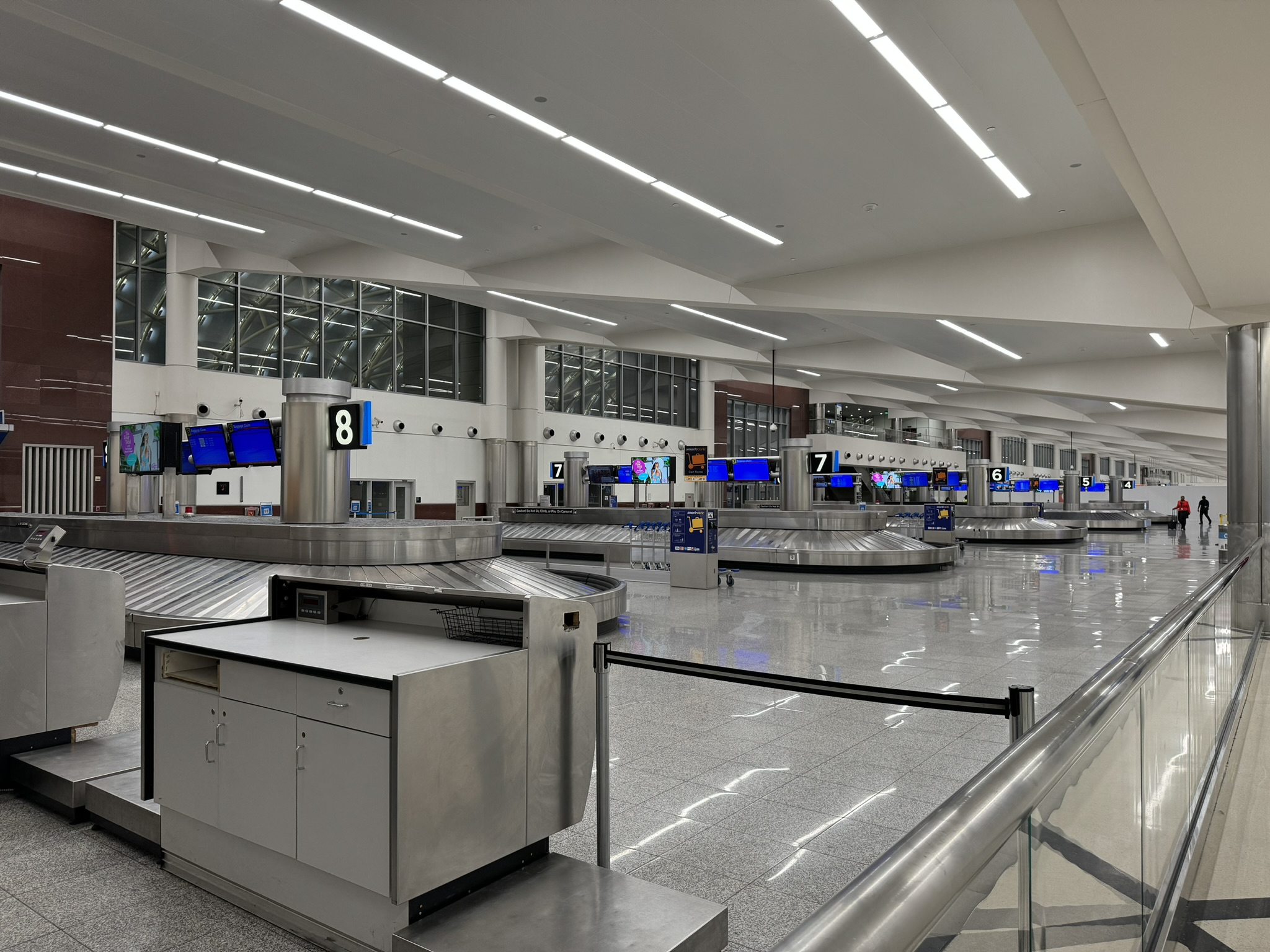
Bandas de reclamo de equipaje nacional.

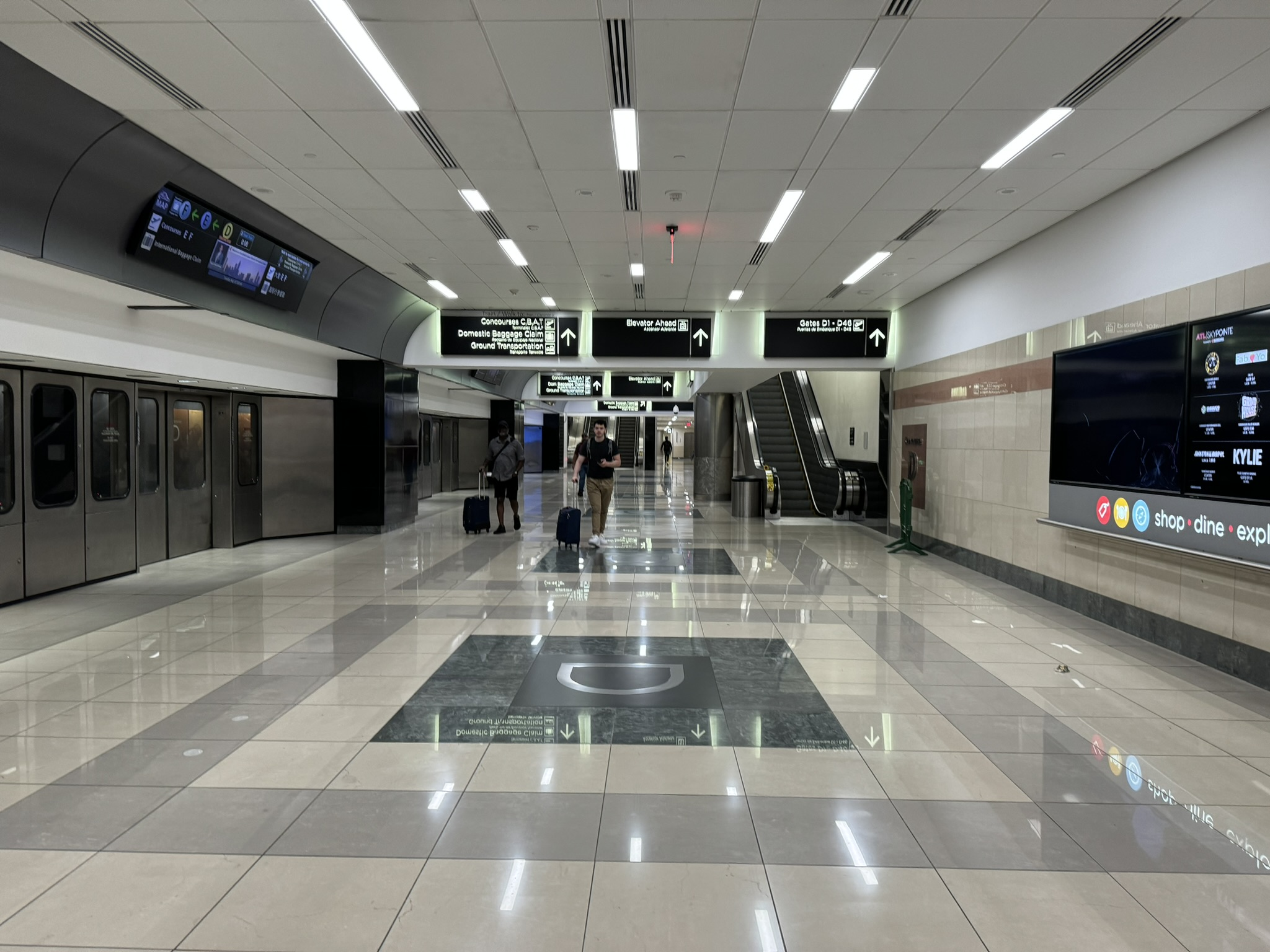
Estación de tren de la Sala D.

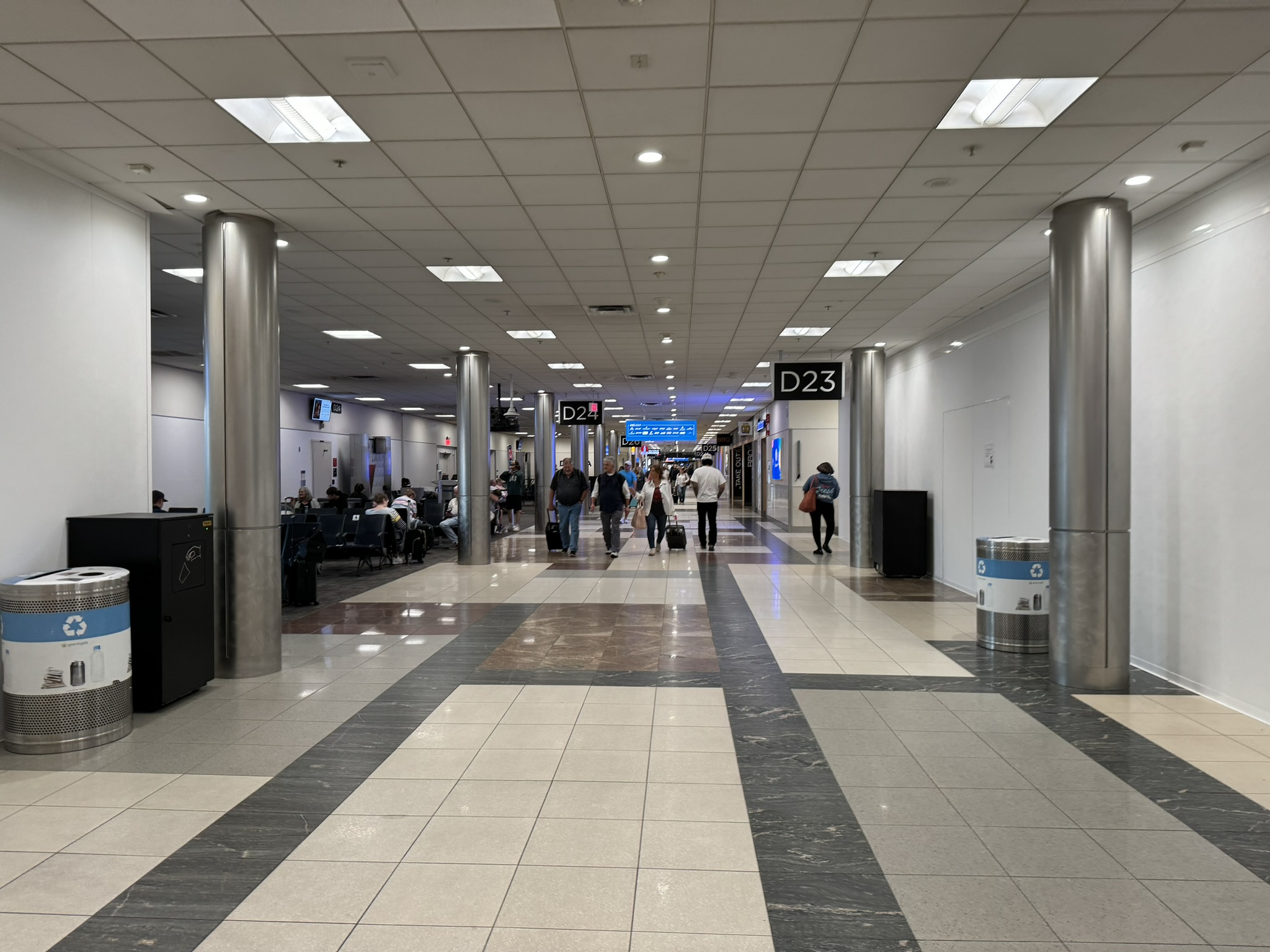
Pasillo de la Sala D.

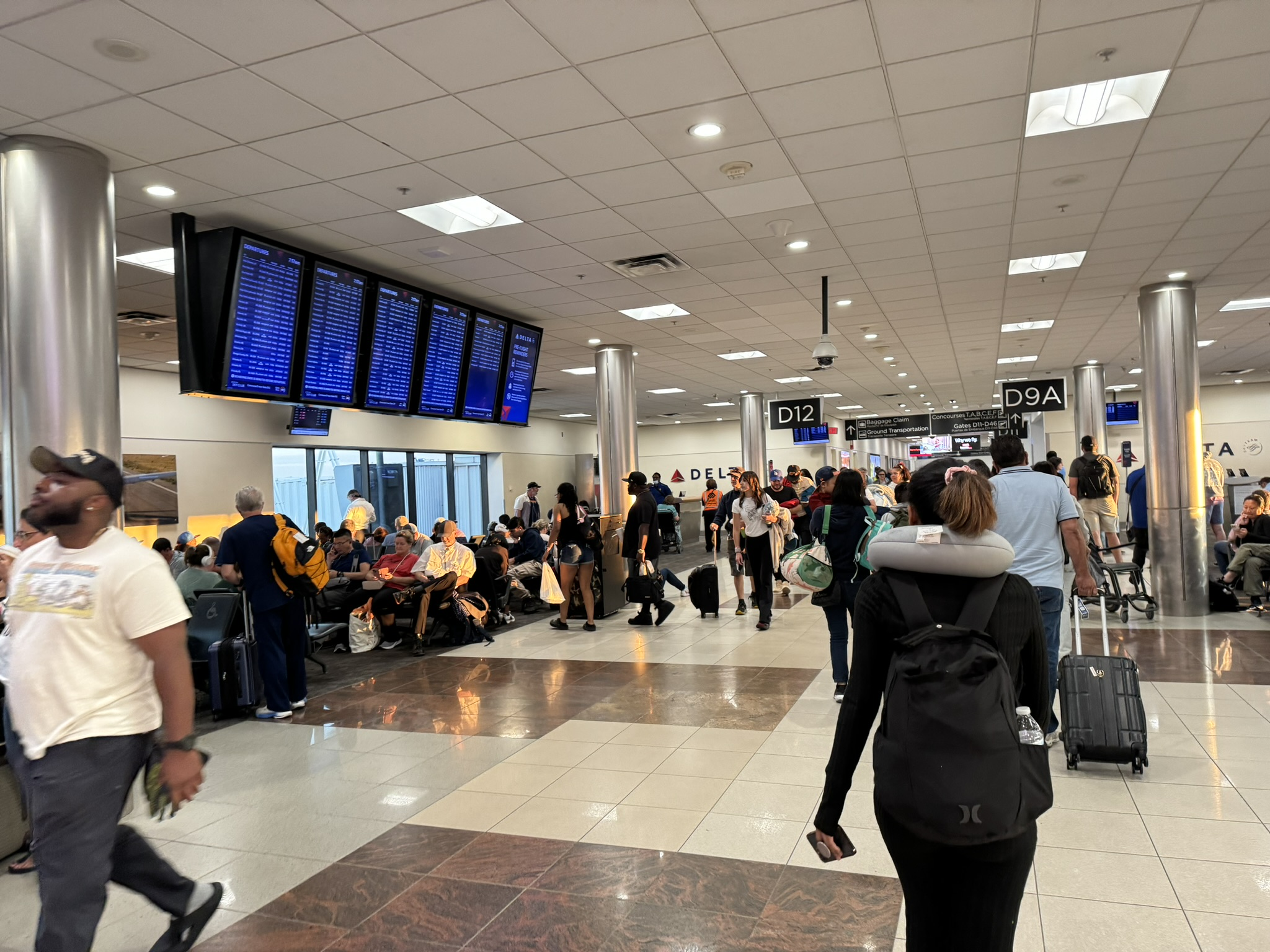
Pasillo de la Sala D.

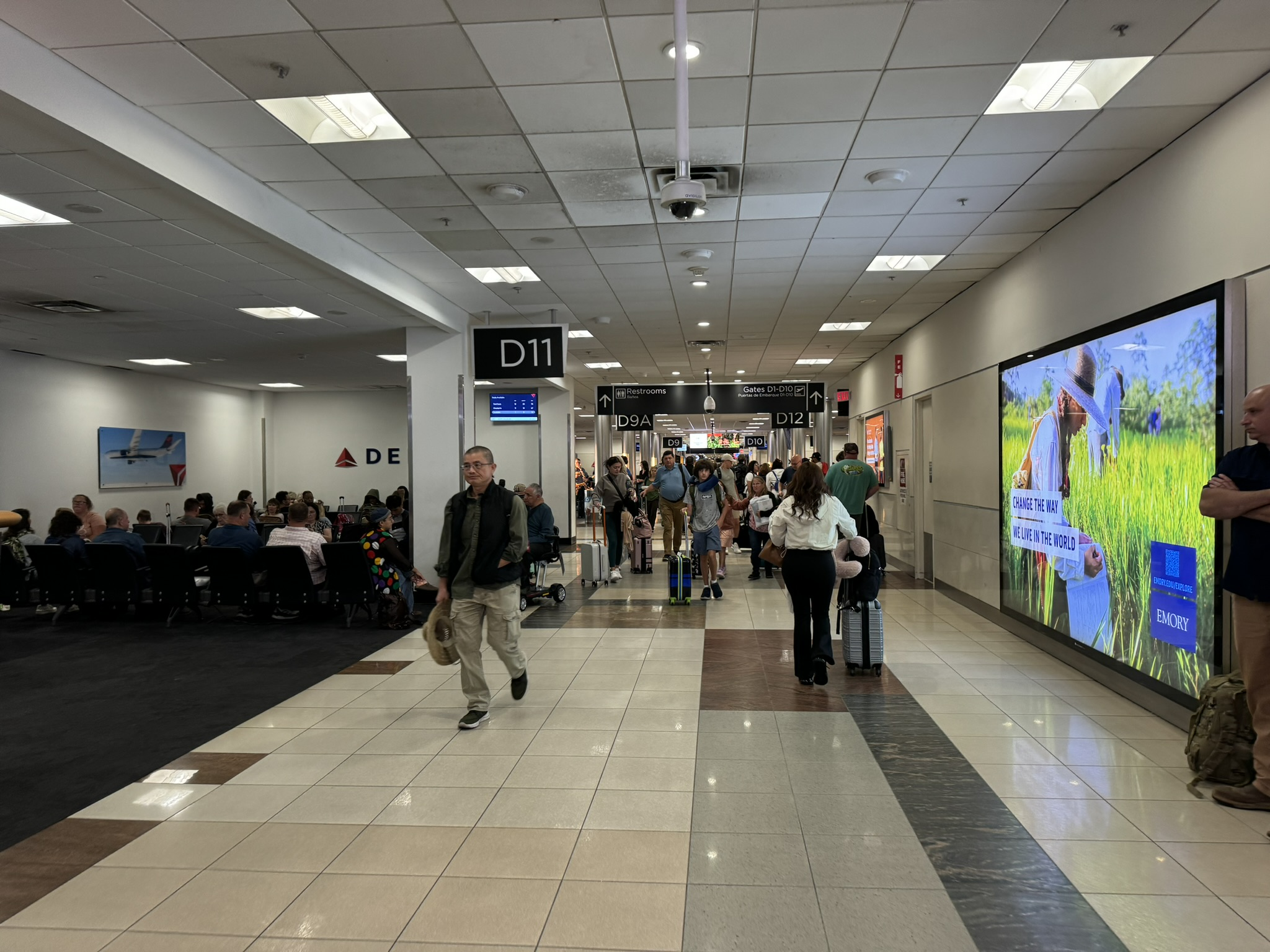
Pasillo de la Sala D.

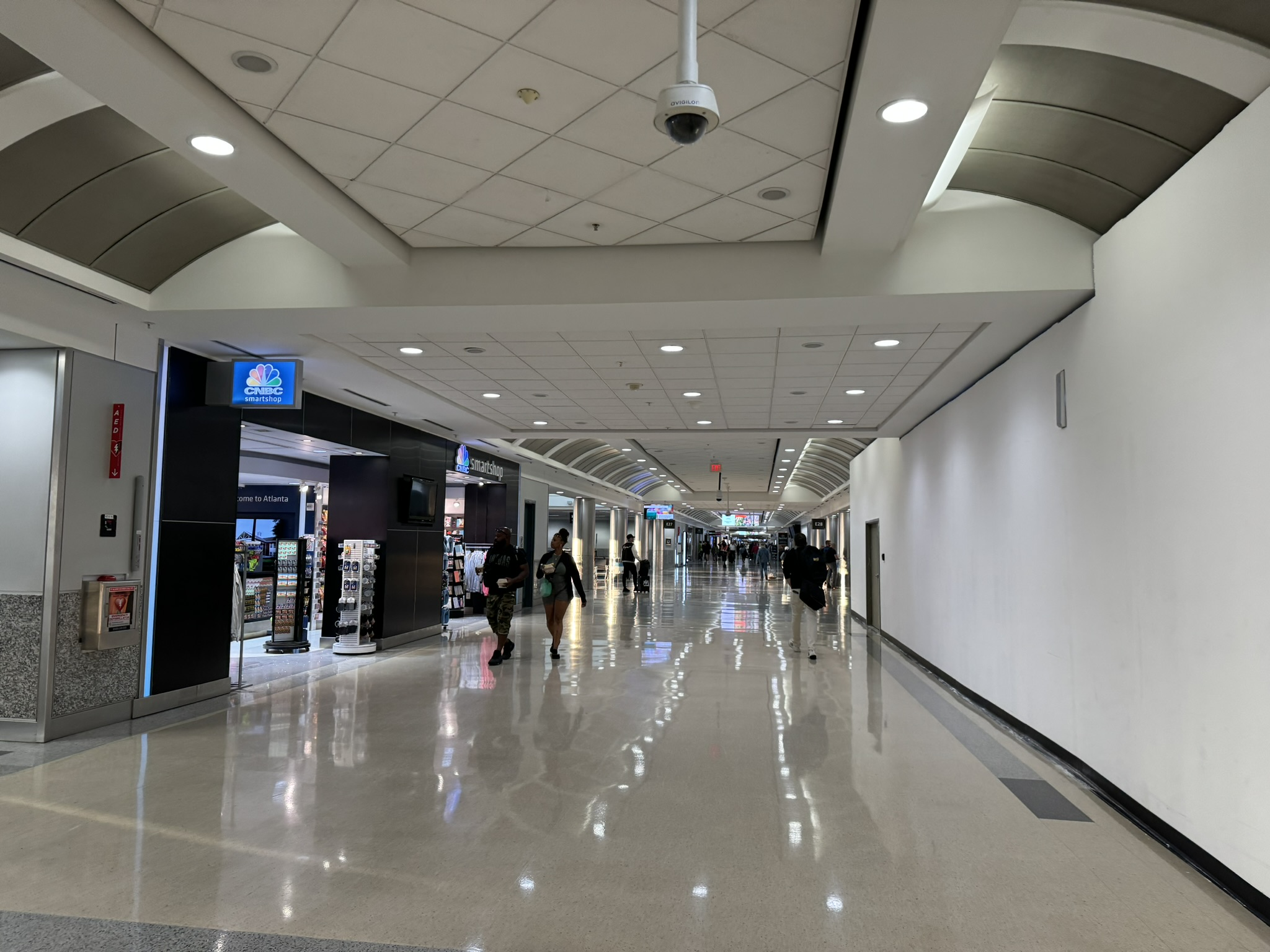
Pasillo de la Sala E.

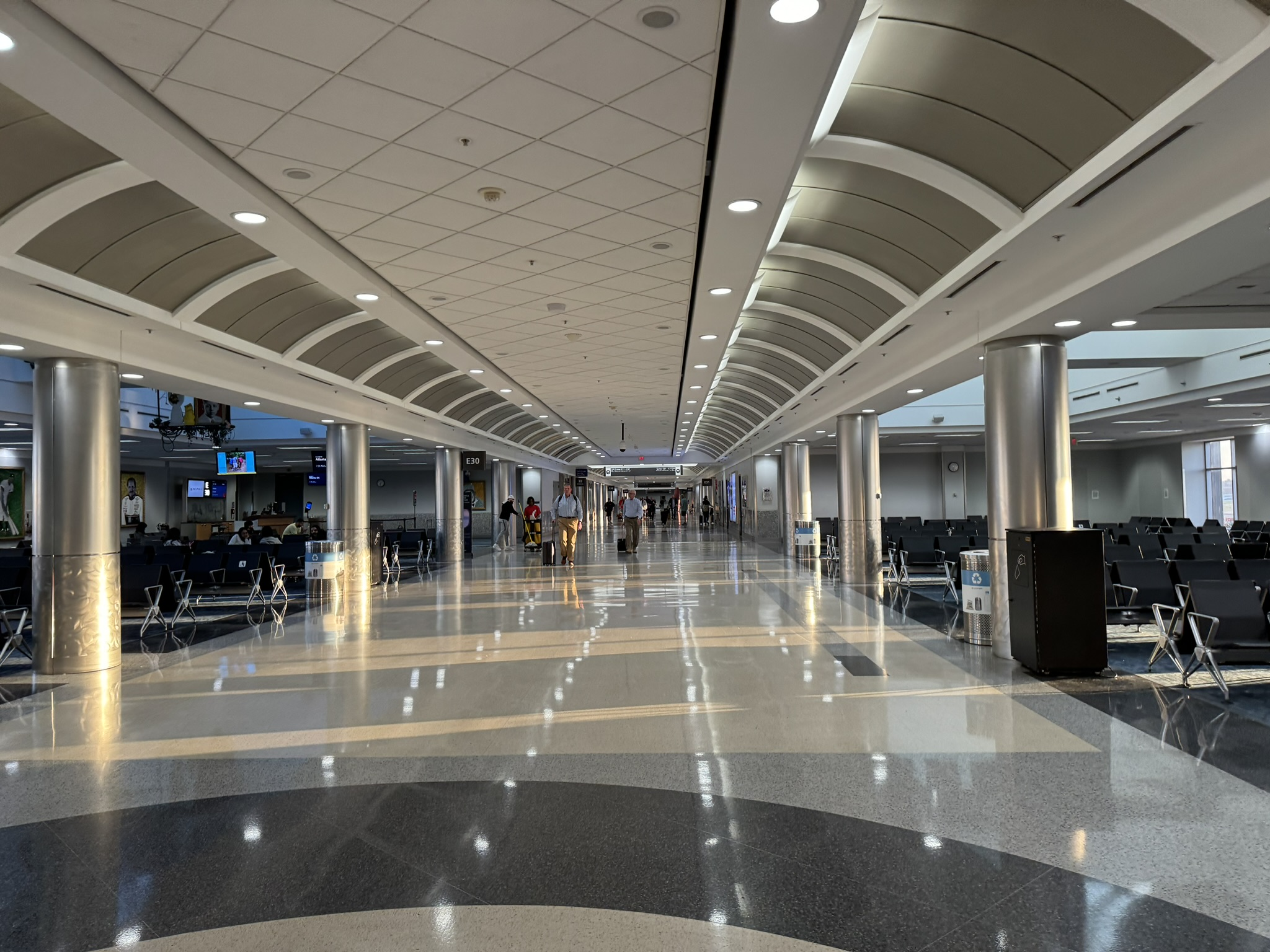
Pasillo de la Sala E.

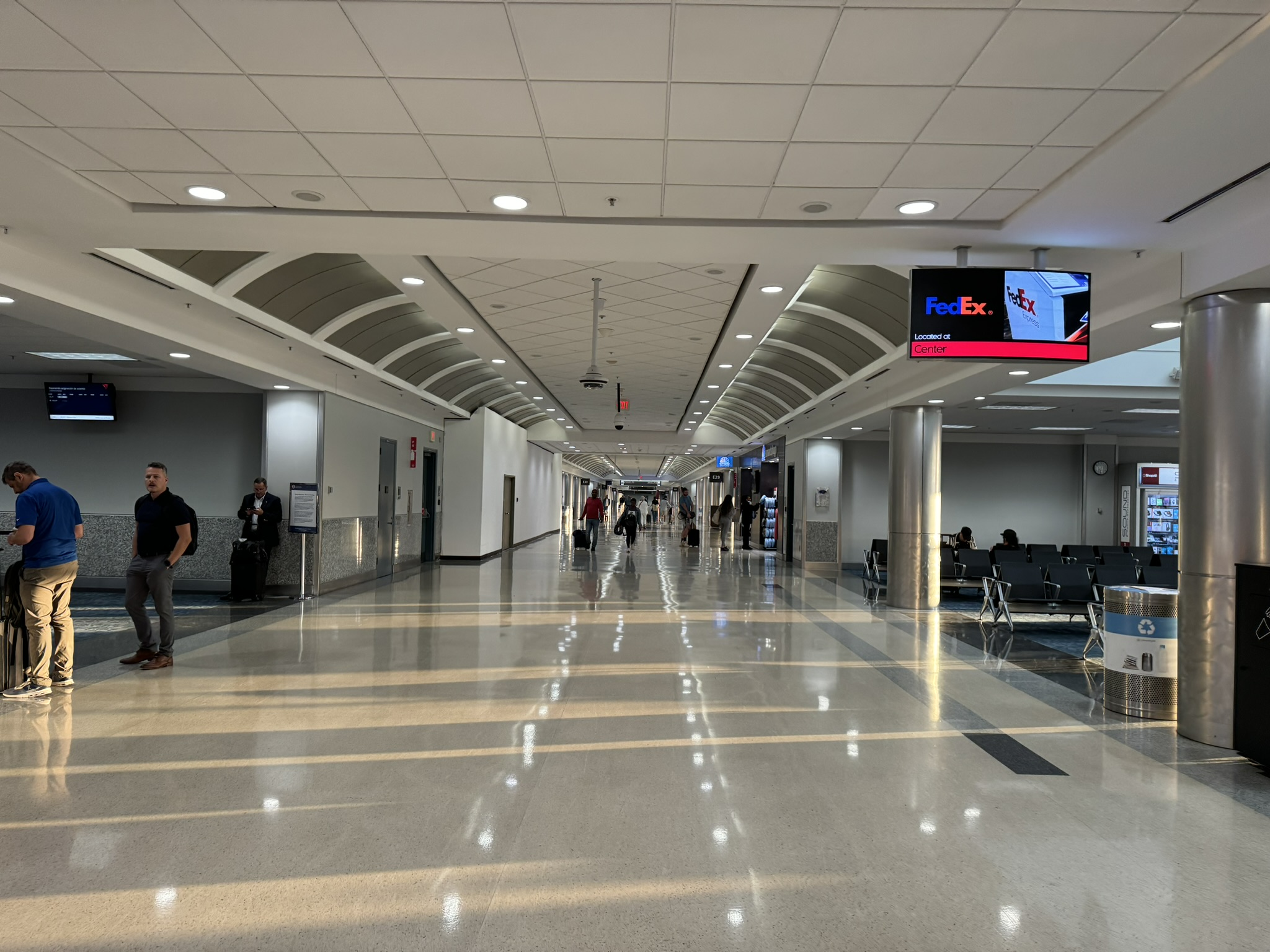
Pasillo de la Sala E.

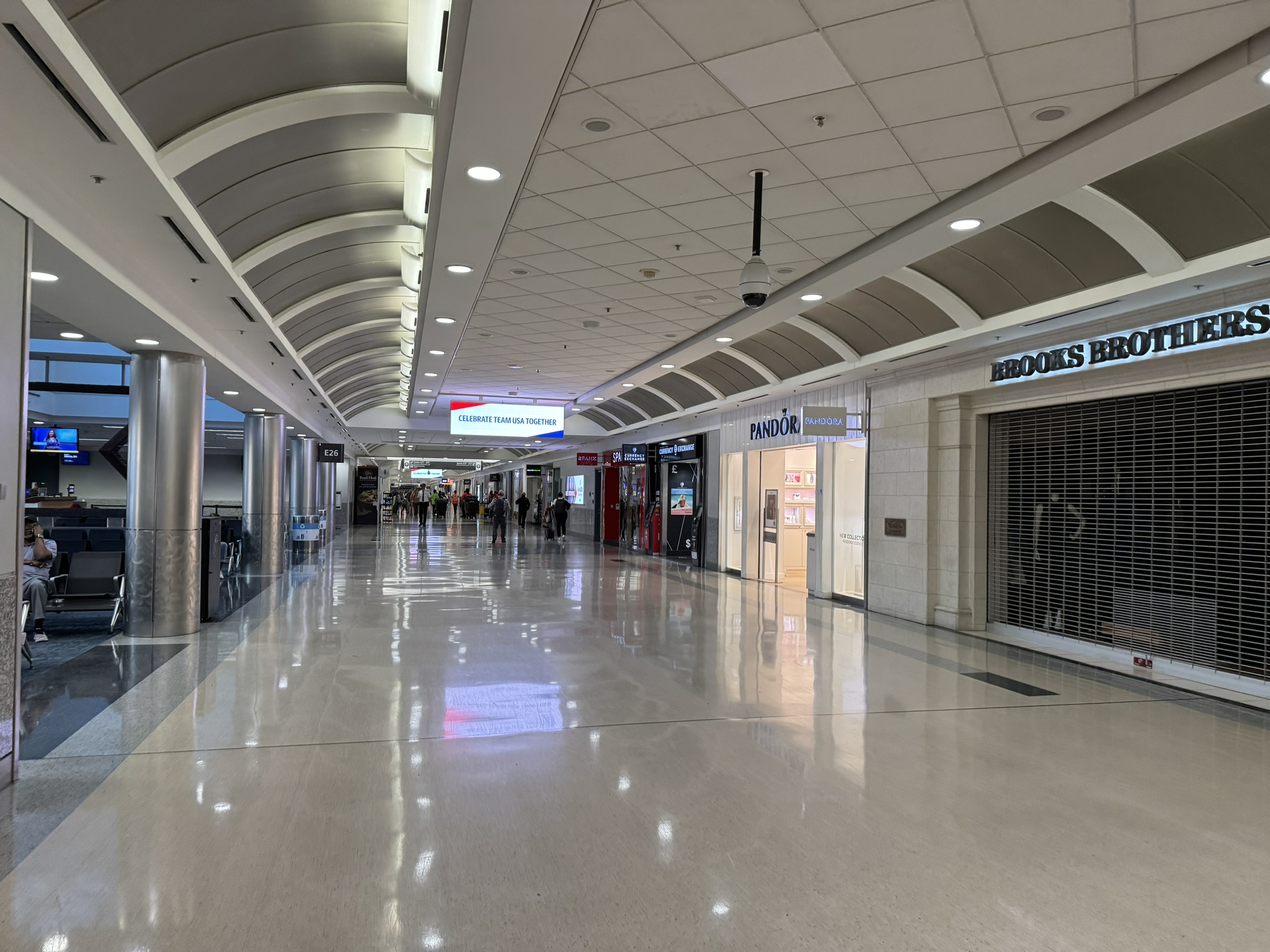
Pasillo de la Sala E.

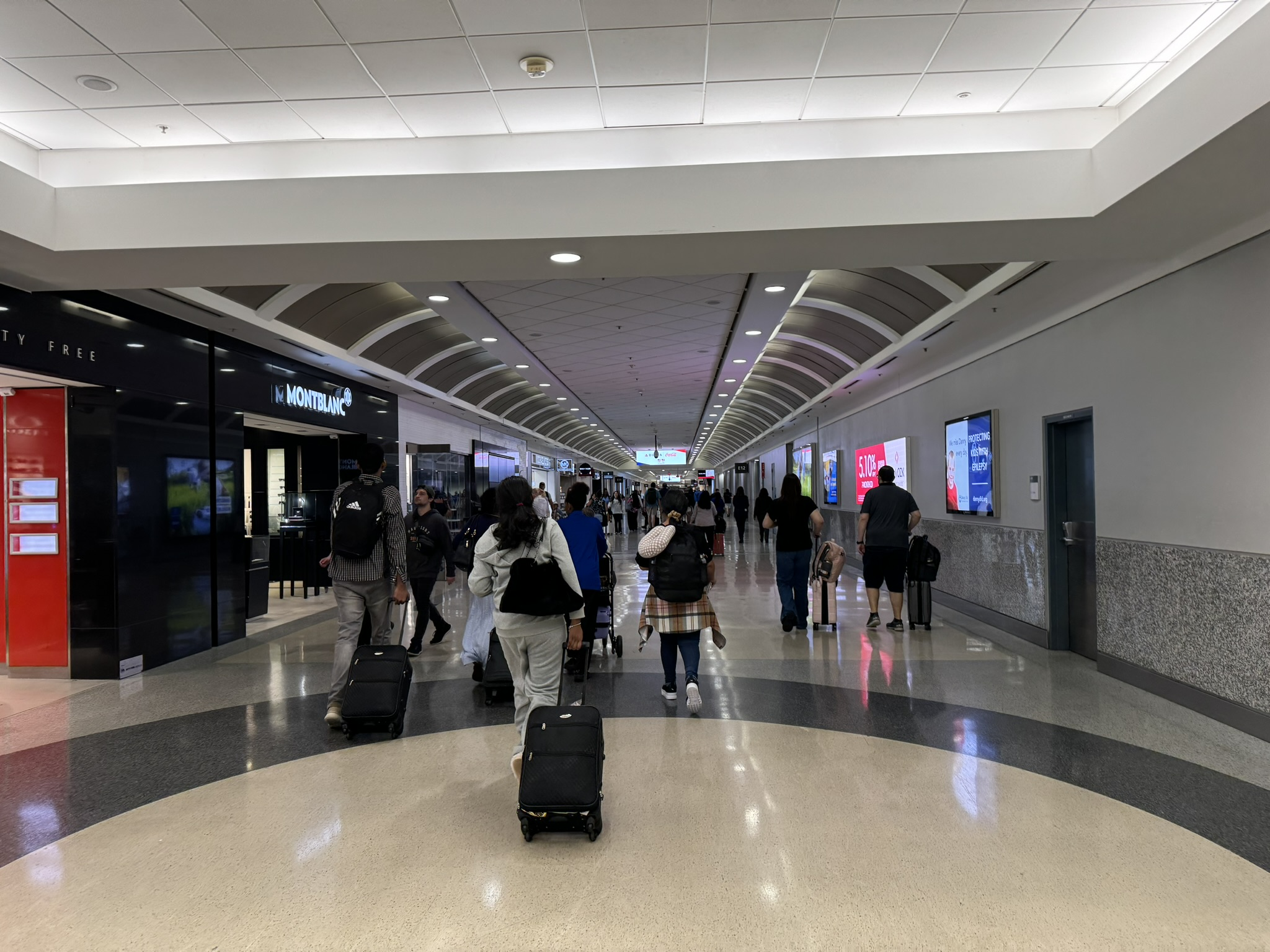
Pasillo de la Sala E.

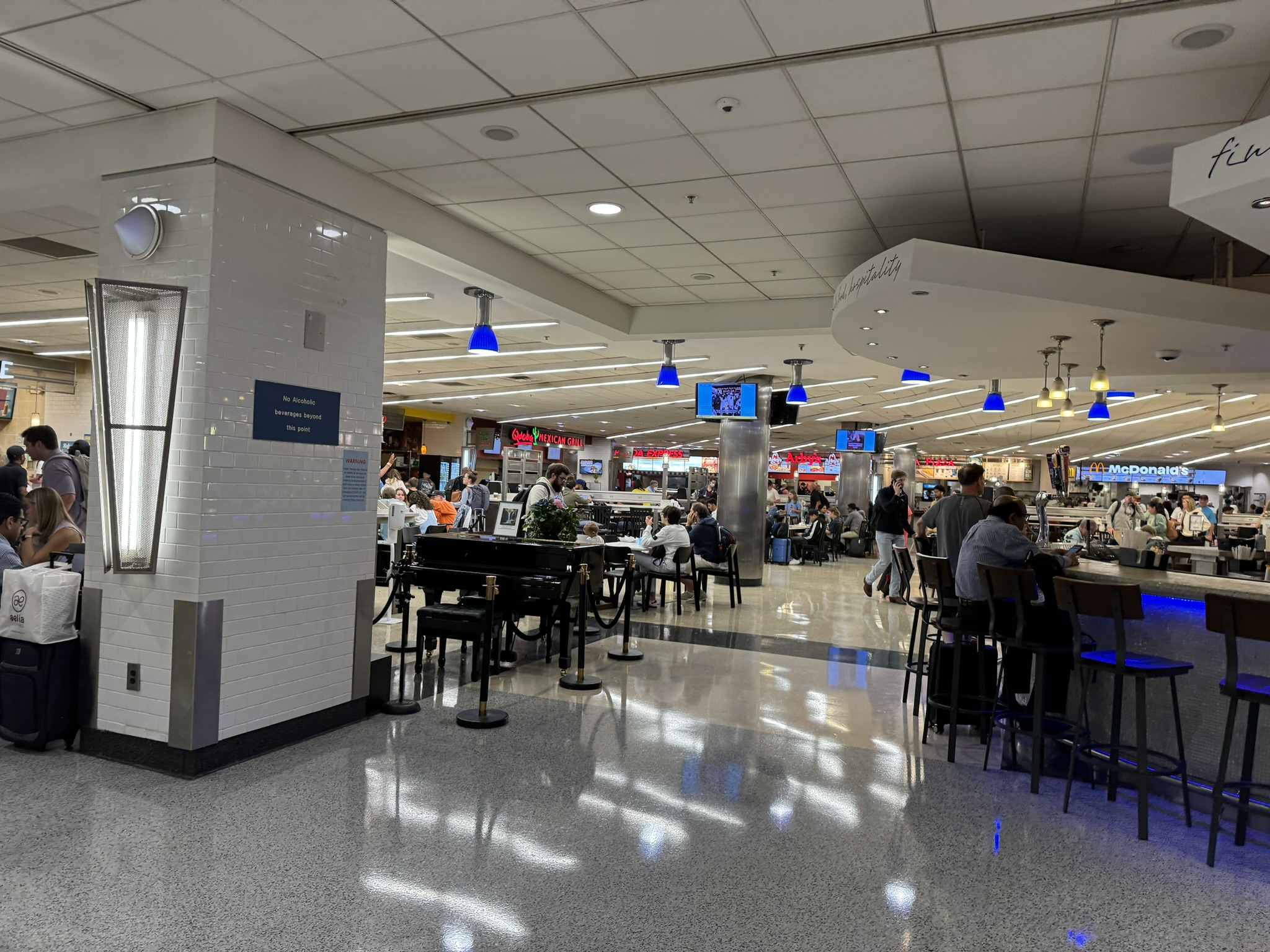
Área de comida rápida de la Sala E.

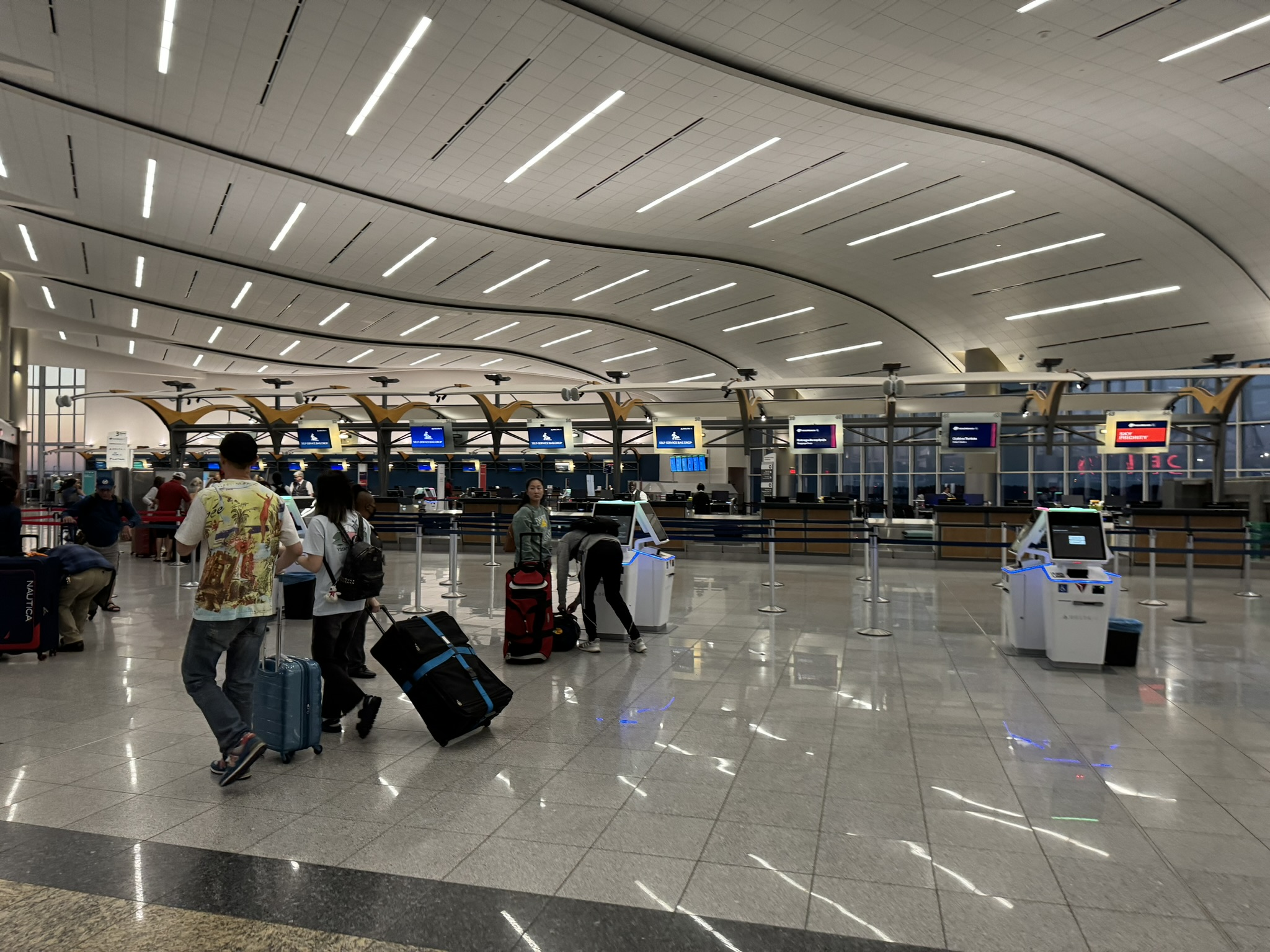
Mostradores de documentación de la Terminal Internacional.

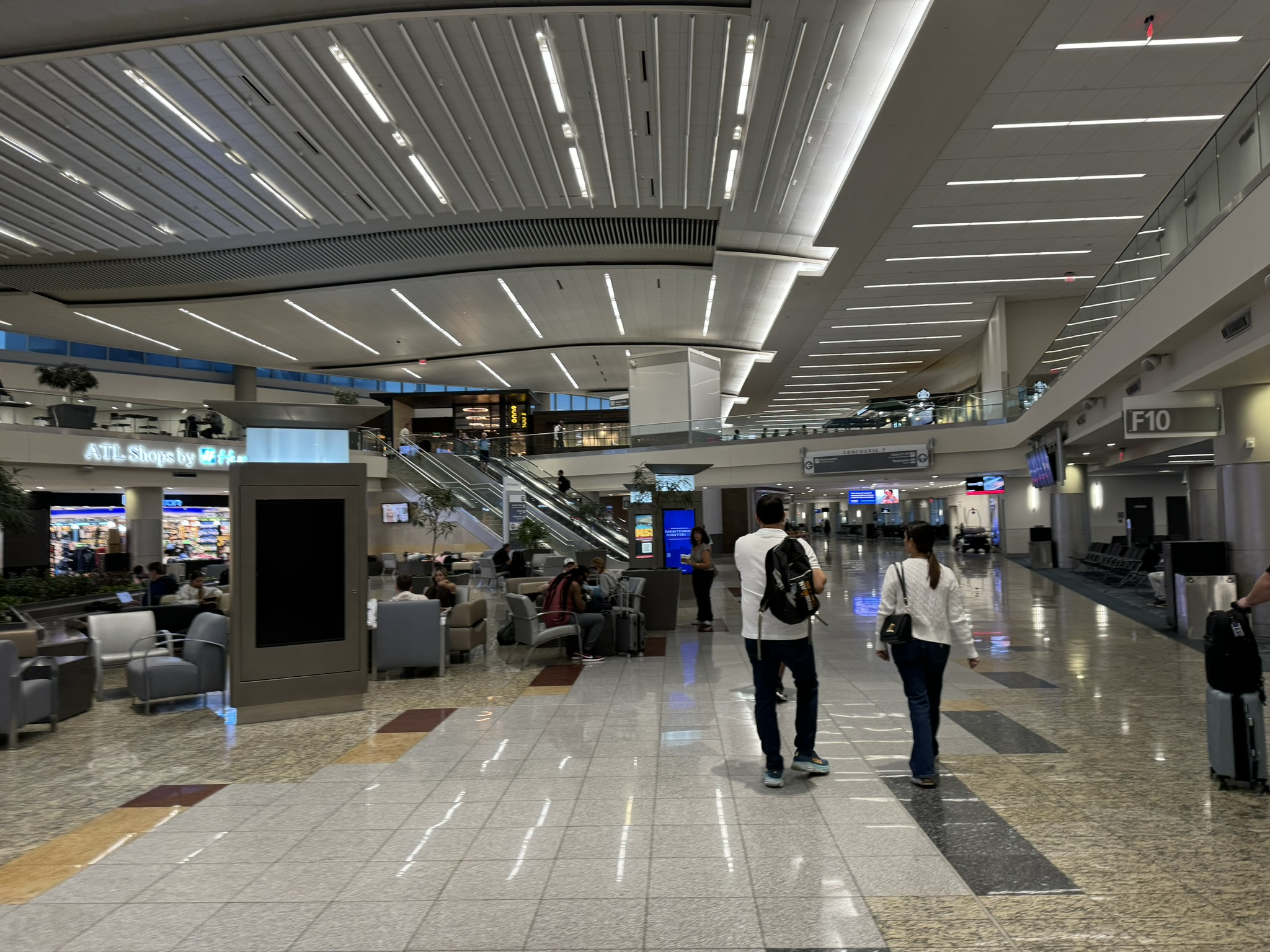
Vestíbulo principal de la Sala F.

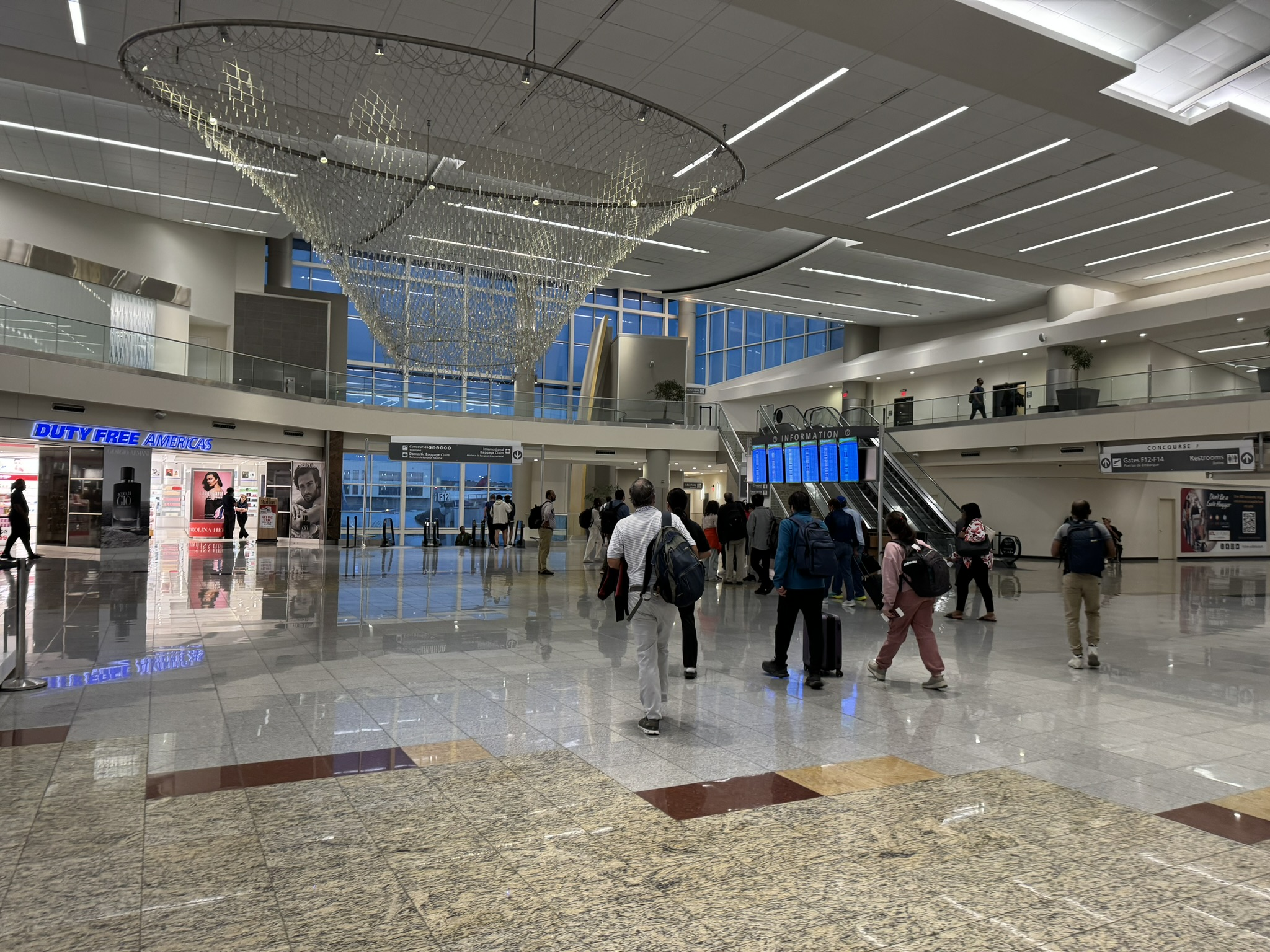
Vestíbulo principal de la Sala F.

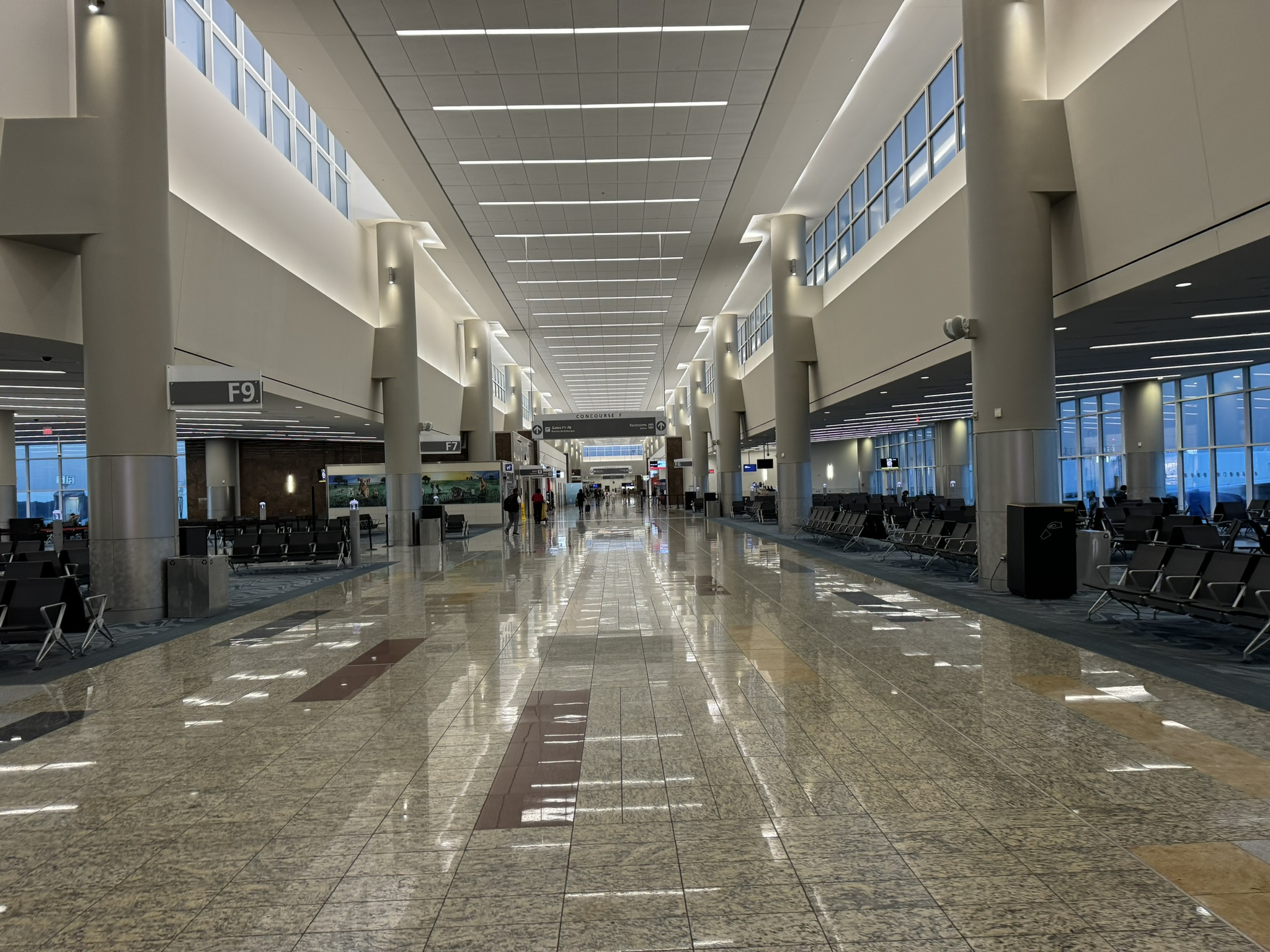
Pasillo de la Sala F.

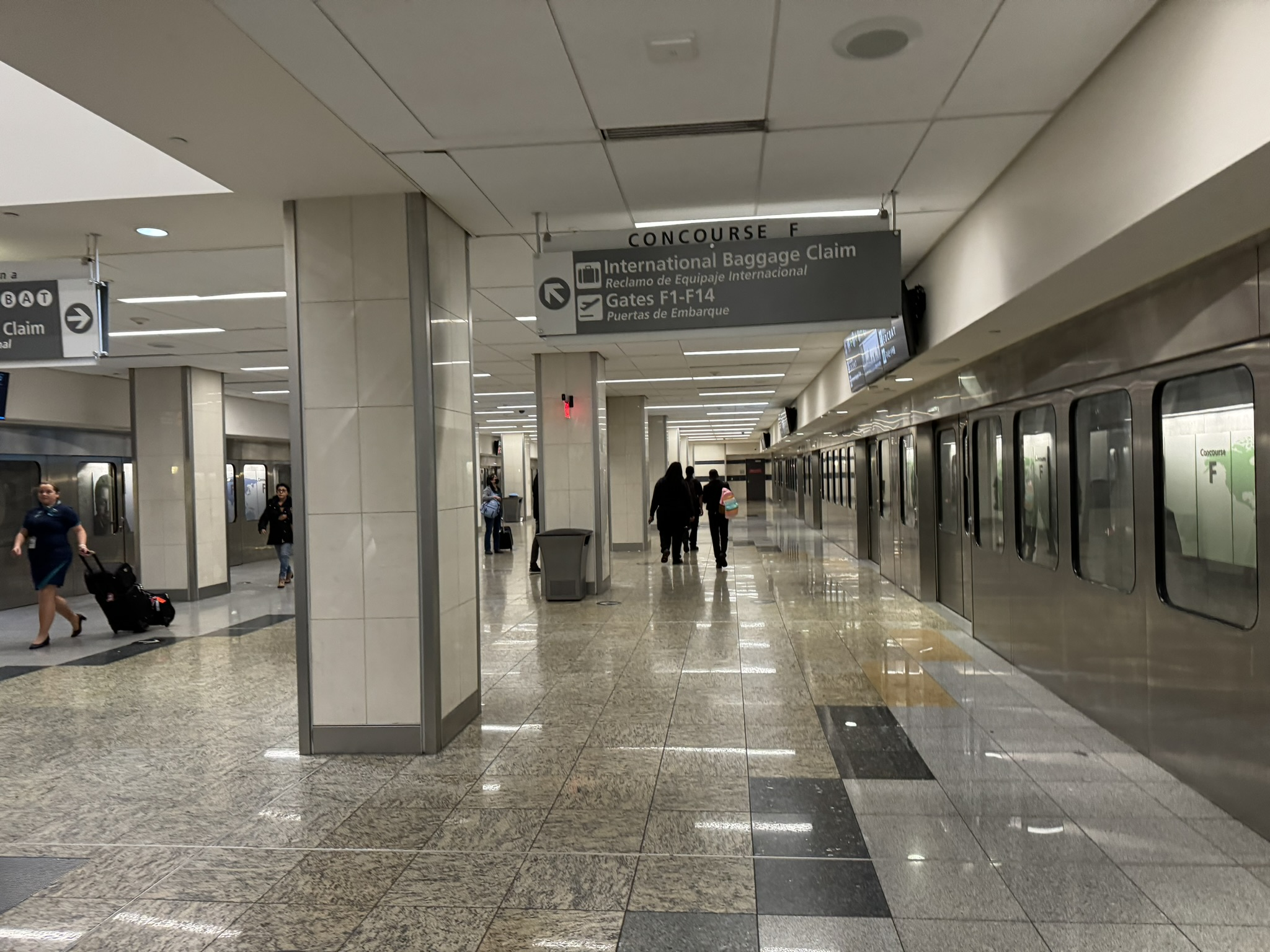
Estación de tren de la Sala F.

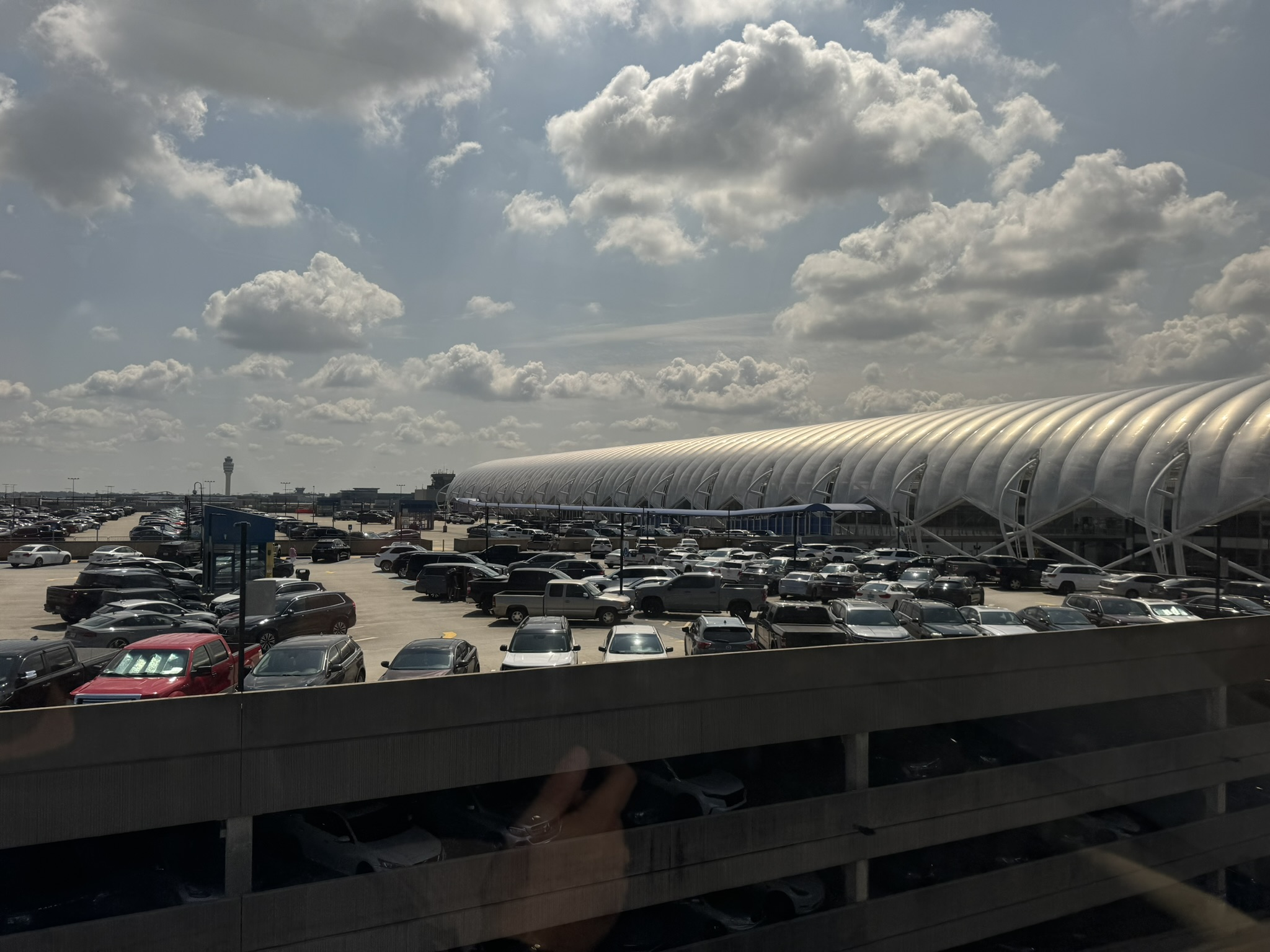
Terminal Nacional del aeropuerto.

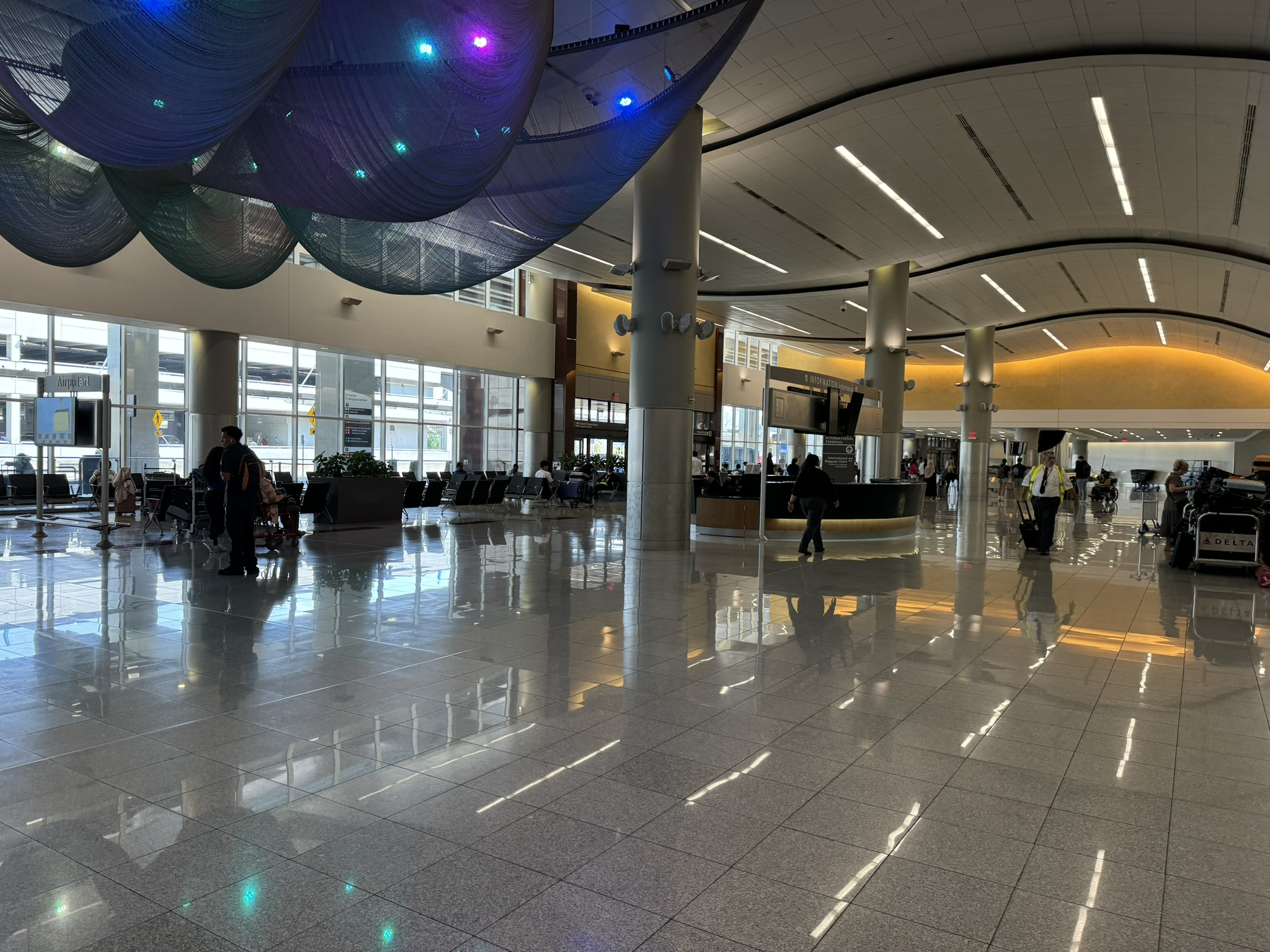
Zona de llegadas internacionales.

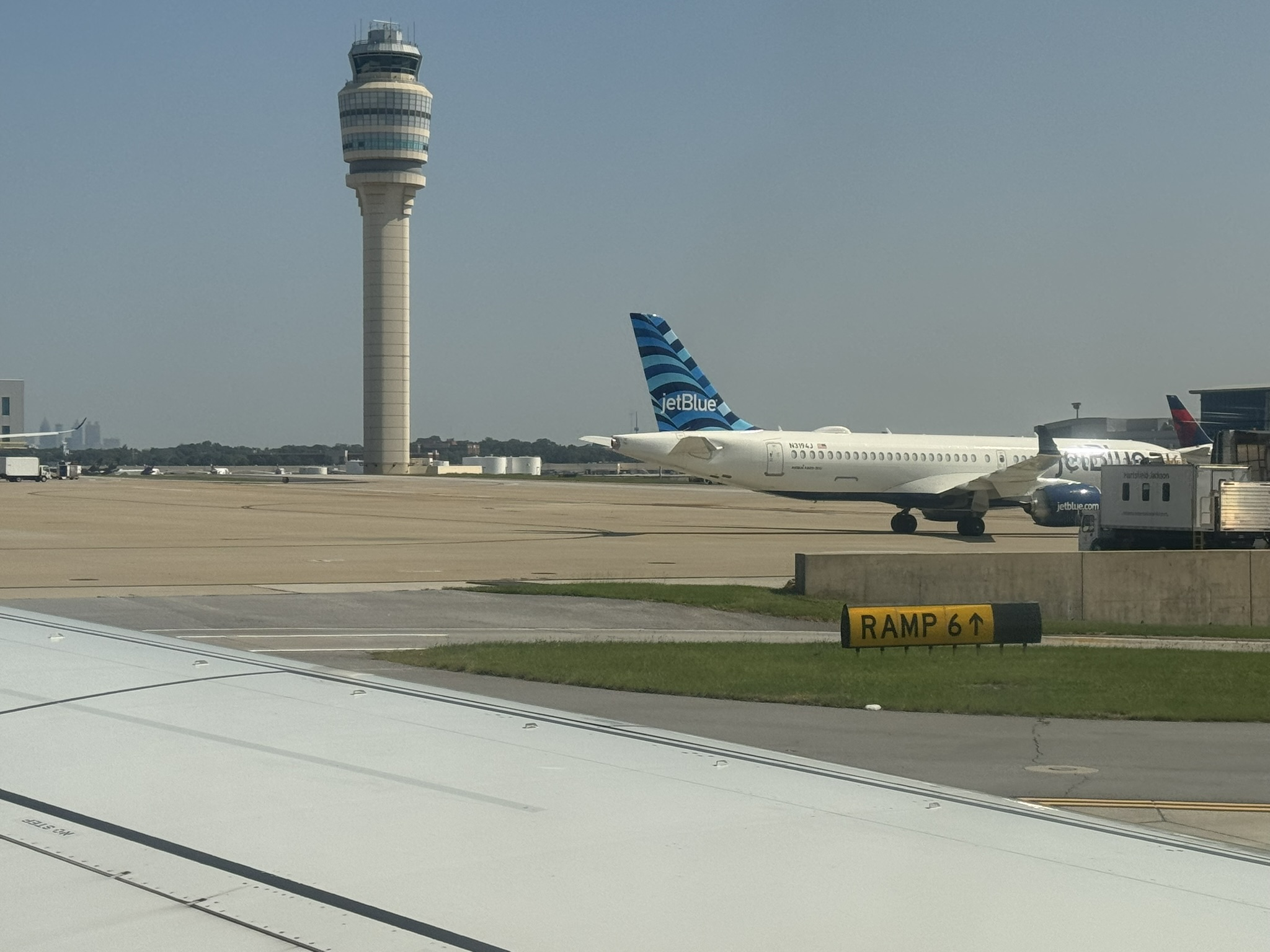
Torre de control del aeropuerto.

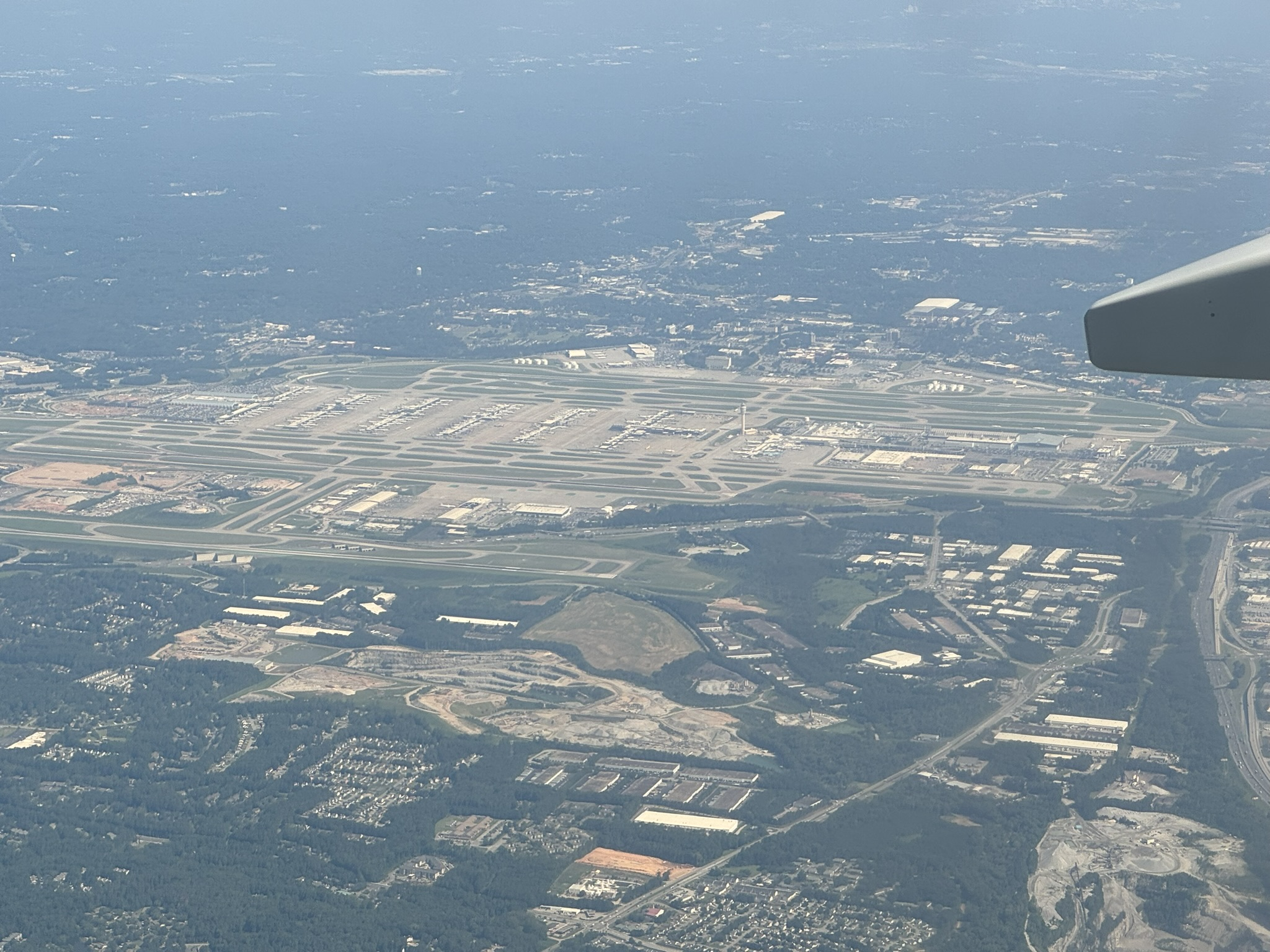
Vista aérea del aeropuerto.

| Aerolíneas             | Destinos |
| ---------------------- | --- |
| Aerologic              | Fráncfort                                                                                                   |
| Amazon Air             | Baltimore, Ontario                                                                                          |
| Air Canada Cargo       | Miami, Toronto-Pearson                                                                                      |
| Asiana Cargo           | Dallas/Fort Worth, Seúl–Incheon                                                                             |
| ASL Airlines Belgium   | Lieja |
| Atlas Air              | Ámsterdam, Anchorage, Birmingham (AL), Detroit, Harrisburg, Houston–Intercontinental, Indianápolis, Lieja   |
| CAL Cargo Air Lines    | Lieja, Tel Aviv                                                                                             |
| Cargolux               | Chicago–O'Hare, Huntsville, Indianápolis, Luxemburgo, Los Ángeles, Nueva York–JFK, Seattle/Tacoma, San Juan |
| Cathay Pacific Cargo   | Anchorage, Dallas/Fort Worth, Hong Kong                                                                     |
| China Airlines Cargo   | Anchorage, Dallas/Fort Worth, Miami, Taipéi–Taoyuan                                                         |
| China Cargo Airlines   | Anchorage, Chicago–O'Hare, Shanghái–Pudong                                                                  |
| DHL Aviation           | Bruselas, Cincinnati, Miami, Nueva York–JFK                                                                 |
| EVA Air Cargo          | Anchorage, Osaka–Kansai, Taipéi–Taoyuan                                                                     |
| FedEx Express          | Fort Lauderdale, Fort Worth/Alliance, Greensboro, Indianápolis, Memphis, Miami, Newark                      |
| Korean Air Cargo       | Anchorage, Chicago–O'Hare, Dallas/Fort Worth, Los Ángeles, Miami, Nueva York–JFK, Seúl–Incheon              |
| Lufthansa Cargo        | Fráncfort                                                                                                   |
| Turkish Airlines Cargo | Estambul, Shannon                                                                                           |
| UPS Airlines           | Columbia (SC), Dallas/Fort Worth, Fargo, Filadelfia, Louisville, Miami, San Juan                            |

### Destinos internacionales
| Ciudades por países                  | Nombre del aeropuerto                                  | Aerolíneas                                                           |              |              |
| Norteamérica                         | Norteamérica                                           | Norteamérica                                                         | Norteamérica | Norteamérica |
| ------------------------------------ | ------------------------------------------------------ | -------------------------------------------------------------------- | ------------ | ------------ |
| Canadá                               |                                                        |                                                                      |              |              |
| Calgary                              | Aeropuerto Internacional de Calgary                    | WestJet                                                              |              |              |
| Edmonton                             | Aeropuerto Internacional de Edmonton                   | WestJet                                                              |              |              |
| Montreal                             | Aeropuerto Internacional Pierre Elliott Trudeau        | Air Canada (Estacional) / Air Canada Express / Delta Air Lines       |              |              |
| Toronto                              | Aeropuerto Internacional Toronto Pearson               | Air Canada / Air Canada Express / Delta Air Lines / Delta Connection |              |              |
| Vancouver                            | Aeropuerto Internacional de Vancouver                  | WestJet                                                              |              |              |
| Winnipeg                             | Aeropuerto Internacional James Armstrong Richardson    | WestJet                                                              |              |              |
| México                               |                                                        |                                                                      |              |              |
| Cancún                               | Aeropuerto Internacional de Cancún                     | Delta Air Lines / Frontier Airlines / Southwest Airlines             |              |              |
| Ciudad de México                     | Aeropuerto Internacional de la Ciudad de México        | Delta Air Lines                                                      |              |              |
| Cozumel                              | Aeropuerto Internacional de Cozumel                    | Delta Air Lines (Estacional)                                         |              |              |
| Guadalajara                          | Aeropuerto Internacional de Guadalajara                | Delta Air Lines                                                      |              |              |
| León                                 | Aeropuerto Internacional del Bajío                     | Aeroméxico Connect                                                   |              |              |
| Manzanillo                           | Aeropuerto Internacional de Manzanillo                 | Aeroméxico Connect                                                   |              |              |
| Monterrey                            | Aeropuerto Internacional de Monterrey                  | Aeroméxico Connect / Delta Air Lines                                 |              |              |
| Puerto Vallarta                      | Aeropuerto Internacional de Puerto Vallarta            | Delta Air Lines                                                      |              |              |
| Querétaro                            | Aeropuerto Intercontinental de Querétaro               | Aeroméxico Connect                                                   |              |              |
| San José del Cabo                    | Aeropuerto Internacional de Los Cabos                  | Delta Air Lines                                                      |              |              |
| San Luis Potosí                      | Aeropuerto Internacional de San Luis Potosí            | Aeroméxico Connect                                                   |              |              |
| Tulum                                | Aeropuerto Internacional de Tulum                      | Delta Air Lines                                                      |              |              |
| Centroamérica y El Caribe            |                                                        |                                                                      |              |              |
| Antigua y Barbuda                    |                                                        |                                                                      |              |              |
| Antigua                              | Aeropuerto Internacional V. C. Bird                    | Delta Air Lines                                                      |              |              |
| Aruba                                |                                                        |                                                                      |              |              |
| Oranjestad                           | Aeropuerto Internacional Reina Beatrix                 | Delta Air Lines / Frontier Airlines                                  |              |              |
| Bahamas                              |                                                        |                                                                      |              |              |
| Eleuthera Norte                      | Aeropuerto de Eleuthera Norte                          | Delta Connection                                                     |              |              |
| George Town                          | Aeropuerto Internacional de Exuma                      | Delta Connection                                                     |              |              |
| Marsh Harbour                        | Aeropuerto de Marsh Harbour                            | Delta Connection                                                     |              |              |
| Nasáu                                | Aeropuerto Internacional Lynden Pindling               | Delta Air Lines                                                      |              |              |
| Belice                               |                                                        |                                                                      |              |              |
| Ciudad de Belice                     | Aeropuerto Internacional Philip S. W. Goldson          | Delta Air Lines                                                      |              |              |
| Caribe Neerlandés                    |                                                        |                                                                      |              |              |
| Kralendijk                           | Aeropuerto Internacional Flamingo                      | Delta Air Lines                                                      |              |              |
| Barbados                             |                                                        |                                                                      |              |              |
| Bridgetown                           | Aeropuerto Internacional Grantley Adams                | Delta Air Lines                                                      |              |              |
| Costa Rica                           |                                                        |                                                                      |              |              |
| Liberia                              | Aeropuerto de Guanacaste                               | Delta Air Lines                                                      |              |              |
| San José                             | Aeropuerto Internacional Juan Santamaría               | Delta Air Lines / Frontier Airlines                                  |              |              |
| Curazao                              |                                                        |                                                                      |              |              |
| Willemstad                           | Aeropuerto Internacional Hato                          | Delta Air Lines                                                      |              |              |
| Granada                              |                                                        |                                                                      |              |              |
| Saint George                         | Aeropuerto Internacional Maurice Bishop                | Delta Air Lines (Estacional) (inicia el 20 de diciembre de 2025)     |              |              |
| Guatemala                            |                                                        |                                                                      |              |              |
| Ciudad de Guatemala                  | Aeropuerto Internacional La Aurora                     | Delta Air Lines                                                      |              |              |
| El Salvador                          |                                                        |                                                                      |              |              |
| San Salvador                         | Aeropuerto Internacional de El Salvador                | Delta Air Lines / Frontier Airlines                                  |              |              |
| Honduras                             |                                                        |                                                                      |              |              |
| Roatán                               | Aeropuerto Internacional Juan Manuel Gálvez            | Delta Air Lines                                                      |              |              |
| San Pedro Sula                       | Aeropuerto Internacional Ramón Villeda Morales         | Delta Air Lines / Frontier Airlines                                  |              |              |
| Islas Caimán                         |                                                        |                                                                      |              |              |
| Gran Caimán                          | Aeropuerto Internacional Owen Roberts                  | Delta Air Lines                                                      |              |              |
| Islas Vírgenes de los Estados Unidos |                                                        |                                                                      |              |              |
| Santa Cruz                           | Aeropuerto Internacional Henry E. Rohlsen              | Delta Air Lines (Estacional)                                         |              |              |
| Santo Tomás                          | Aeropuerto Internacional Cyril E. King                 | Delta Air Lines                                                      |              |              |
| Jamaica                              |                                                        |                                                                      |              |              |
| Kingston                             | Aeropuerto Internacional Norman Manley                 | Delta Air Lines                                                      |              |              |
| Montego Bay                          | Aeropuerto Internacional Sir Donald Sangster           | Delta Air Lines                                                      |              |              |
| Panamá                               |                                                        |                                                                      |              |              |
| Ciudad de Panamá                     | Aeropuerto Internacional de Tocumen                    | Copa Airlines / Delta Air Lines                                      |              |              |
| Puerto Rico                          |                                                        |                                                                      |              |              |
| San Juan                             | Aeropuerto Internacional Luis Muñoz Marín              | Delta Air Lines / Frontier Airlines / Spirit Airlines                |              |              |
| República Dominicana                 |                                                        |                                                                      |              |              |
| Puerto Plata                         | Aeropuerto Internacional Gregorio Luperón              | Delta Air Lines                                                      |              |              |
| Punta Cana                           | Aeropuerto Internacional de Punta Cana                 | Delta Air Lines / Frontier Airlines (Estacional)                     |              |              |
| Santo Domingo                        | Aeropuerto Internacional Las Américas                  | Delta Air Lines                                                      |              |              |
| San Cristóbal y Nieves               |                                                        |                                                                      |              |              |
| San Cristóbal y Nieves               | Aeropuerto Internacional Robert L. Bradshaw            | Delta Air Lines (Estacional)                                         |              |              |
| San Martín                           |                                                        |                                                                      |              |              |
| San Martín                           | Aeropuerto Internacional Princesa Juliana              | Delta Air Lines                                                      |              |              |
| San Vicente y las Granadinas         |                                                        |                                                                      |              |              |
| Kingstown                            | Aeropuerto Internacional de Argyle                     | Delta Air Lines (Estacional) (inicia el 20 de diciembre de 2025)     |              |              |
| Sudamérica                           |                                                        |                                                                      |              |              |
| Argentina                            |                                                        |                                                                      |              |              |
| Buenos Aires                         | Aeropuerto Internacional Ministro Pistarini            | Delta Air Lines                                                      |              |              |
| Brasil                               |                                                        |                                                                      |              |              |
| Río de Janeiro                       | Aeropuerto Internacional de Galeão                     | Delta Air Lines                                                      |              |              |
| São Paulo                            | Aeropuerto Internacional de São Paulo-Guarulhos        | Delta Air Lines                                                      |              |              |
| Chile                                |                                                        |                                                                      |              |              |
| Santiago de Chile                    | Aeropuerto Internacional Arturo Merino Benítez         | Delta Air Lines                                                      |              |              |
| Colombia                             |                                                        |                                                                      |              |              |
| Bogotá                               | Aeropuerto Internacional El Dorado                     | Delta Air Lines                                                      |              |              |
| Cartagena de Indias                  | Aeropuerto Internacional Rafael Núñez                  | Delta Air Lines                                                      |              |              |
| Ecuador                              |                                                        |                                                                      |              |              |
| Quito                                | Aeropuerto Internacional Mariscal Sucre                | Delta Air Lines                                                      |              |              |
| Perú                                 |                                                        |                                                                      |              |              |
| Lima                                 | Aeropuerto Internacional Jorge Chávez                  | Delta Air Lines / LATAM Perú                                         |              |              |
| África                               |                                                        |                                                                      |              |              |
| Etiopía                              |                                                        |                                                                      |              |              |
| Adís Abeba                           | Aeropuerto Internacional Bole                          | Ethiopian Airlines                                                   |              |              |
| Ghana                                |                                                        |                                                                      |              |              |
| Acra                                 | Aeropuerto Internacional de Kotoka                     | Delta Air Lines (Estacional) (reinicia 1 de diciembre de 2025)       |              |              |
| Marruecos                            |                                                        |                                                                      |              |              |
| Marrakech                            | Aeropuerto de Marrakech-Menara                         | Delta Air Lines (Estacional) (inicia el 25 de octubre de 2025)       |              |              |
| Nigeria                              |                                                        |                                                                      |              |              |
| Lagos                                | Aeropuerto Internacional Murtala Muhammed              | Delta Air Lines                                                      |              |              |
| Sudáfrica                            |                                                        |                                                                      |              |              |
| Ciudad del Cabo                      | Aeropuerto Internacional de Ciudad del Cabo            | Delta Air Lines                                                      |              |              |
| Johannesburgo                        | Aeropuerto Internacional de Johannesburgo              | Delta Air Lines                                                      |              |              |
| Asia                                 |                                                        |                                                                      |              |              |
| Israel                               |                                                        |                                                                      |              |              |
| Tel Aviv                             | Aeropuerto Internacional Ben Gurión                    | Delta Air Lines                                                      |              |              |
| Catar                                |                                                        |                                                                      |              |              |
| Doha                                 | Aeropuerto Internacional Hamad                         | Qatar Airways                                                        |              |              |
| Corea del Sur                        |                                                        |                                                                      |              |              |
| Seúl                                 | Aeropuerto Internacional de Incheon                    | Delta Air Lines / Korean Air                                         |              |              |
| EAU                                  |                                                        |                                                                      |              |              |
| Abu Dabi                             | Aeropuerto Internacional Zayed                         | Etihad Airways                                                       |              |              |
| Japón                                |                                                        |                                                                      |              |              |
| Tokio                                | Aeropuerto Internacional de Haneda                     | Delta Air Lines                                                      |              |              |
| Europa                               |                                                        |                                                                      |              |              |
| Alemania                             |                                                        |                                                                      |              |              |
| Fráncfort                            | Aeropuerto de Fráncfort del Meno                       | Delta Air Lines / Lufthansa                                          |              |              |
| Múnich                               | Aeropuerto Internacional de Múnich-Franz Josef Strauss | Delta Air Lines                                                      |              |              |
| Bélgica                              |                                                        |                                                                      |              |              |
| Bruselas                             | Aeropuerto de Bruselas                                 | Delta Air Lines (Estacional)                                         |              |              |
| Dinamarca                            |                                                        |                                                                      |              |              |
| Copenhague                           | Aeropuerto de Copenhague-Kastrup                       | Scandinavian Airlines                                                |              |              |
| España                               |                                                        |                                                                      |              |              |
| Barcelona                            | Aeropuerto Josep Tarradellas Barcelona-El Prat         | Delta Air Lines                                                      |              |              |
| Madrid                               | Aeropuerto Adolfo Suárez Madrid-Barajas                | Delta Air Lines                                                      |              |              |
| Francia                              |                                                        |                                                                      |              |              |
| Niza                                 | Aeropuerto Internacional de Niza-Costa Azul            | Delta Air Lines (Estacional)                                         |              |              |
| París                                | Aeropuerto de París-Charles de Gaulle                  | Air France / Delta Air Lines                                         |              |              |
| Grecia                               |                                                        |                                                                      |              |              |
| Atenas                               | Aeropuerto Internacional Eleftherios Venizelos         | Delta Air Lines (Estacional)                                         |              |              |
| Irlanda                              |                                                        |                                                                      |              |              |
| Dublín                               | Aeropuerto de Dublín                                   | Delta Air Lines                                                      |              |              |
| Italia                               |                                                        |                                                                      |              |              |
| Milán                                | Aeropuerto de Milán-Malpensa                           | Delta Air Lines                                                      |              |              |
| Nápoles                              | Aeropuerto de Nápoles-Capodichino                      | Delta Air Lines (Estacional)                                         |              |              |
| Roma                                 | Aeropuerto de Roma-Fiumicino                           | Delta Air Lines                                                      |              |              |
| Venecia                              | Aeropuerto Internacional Marco Polo                    | Delta Air Lines (Estacional)                                         |              |              |
| Países Bajos                         |                                                        |                                                                      |              |              |
| Ámsterdam                            | Aeropuerto de Ámsterdam-Schiphol                       | Delta Air Lines / KLM                                                |              |              |
| Reino Unido                          |                                                        |                                                                      |              |              |
| Edimburgo                            | Aeropuerto de Edimburgo                                | Delta Air Lines                                                      |              |              |
| Londres                              | Aeropuerto de Londres-Heathrow                         | British Airways / Delta Air Lines / Virgin Atlantic                  |              |              |
| Mánchester                           | Aeropuerto de Mánchester                               | Virgin Atlantic                                                      |              |              |
| Suiza                                |                                                        |                                                                      |              |              |
| Zúrich                               | Aeropuerto Internacional de Zúrich                     | Delta Air Lines (Estacional)                                         |              |              |
| Turquía                              |                                                        |                                                                      |              |              |
| Estambul                             | Aeropuerto de Estambul                                 | Turkish Airlines                                                     |              |              |

## Estadísticas

### Rutas más transitadas
| Número | Ciudad                   | Pasajeros | Aerolínea                                                                                  |
| ------ | ------------------------ | --------- | ------------------------------------------------------------------------------------------ |
| 1      | Orlando, Florida         | 1,454,000 | Delta Air Lines, Frontier Airlines, JetBlue Airways, Southwest Airlines, Spirit Airlines   |
| 2      | Fort Lauderdale, Florida | 1,264,000 | Delta Air Lines, JetBlue Airways, Southwest Airlines, Spirit Airlines                      |
| 3      | Nueva York, Nueva York   | 1,242,000 | American Airlines, American Eagle, Delta Air Lines, Frontier Airlines, Southwest Airlines  |
| 4      | Tampa, Florida           | 1,057,000 | Delta Air Lines, Frontier Airlines, Southwest Airlines, Spirit Airlines                    |
| 5      | Miami, Florida           | 1,026,000 | American Airlines, American Eagle, Delta Air Lines, Frontier Airlines                      |
| 6      | Los Ángeles, California  | 978,000   | American Airlines, Delta Air Lines, Frontier Airlines, Southwest Airlines, Spirit Airlines |
| 7      | Dallas, Texas            | 974,000   | American Airlines, Delta Air Lines, Spirit Airlines                                        |
| 8      | Denver, Colorado         | 933,000   | Delta Air Lines, Frontier Airlines, Southwest Airlines, United Airlines, United Express    |
| 9      | Baltimore, Maryland      | 889,000   | Delta Air Lines, Frontier Airlines, Southwest Airlines, Spirit Airlines                    |
| 10     | Las Vegas, Nevada        | 852,000   | Delta Air Lines, Frontier Airlines, Southwest Airlines, Spirit Airlines                    |

| Número | Ciudad                           | Pasajeros | Aerolínea                                         |
| ------ | -------------------------------- | --------- | ------------------------------------------------- |
| 1      | Cancún, México                   | 759,993   | Delta Air Lines, Frontier Airlines                |
| 2      | Ámsterdam, Países Bajos          | 739,960   | Delta Air Lines, KLM                              |
| 3      | París, Francia                   | 721,925   | Air France, Delta Air Lines                       |
| 4      | Londres, Reino Unido             | 486,692   | British Airways, Delta Air Lines, Virgin Atlantic |
| 5      | Ciudad de México, México         | 419,724   | Delta Air Lines                                   |
| 6      | Toronto, Canadá                  | 406,258   | Air Canada Express, Delta Air Lines               |
| 7      | Montego Bay, Jamaica             | 389,383   | Delta Air Lines, Frontier Airlines                |
| 8      | Punta Cana, República Dominicana | 292,369   | Delta Air Lines, Frontier Airlines                |
| 9      | Seúl, Corea del Sur              | 291,460   | Delta Air Lines, Korean Air                       |
| 10     | Roma, Italia                     | 253,570   | Delta Air Lines                                   |

### Tráfico anual
|                                                     | Pasajeros   | Cambio desde el año anterior | Operaciones aéreas | Toneladas de carga |
| --------------------------------------------------- | ----------- | ---------------------------- | ------------------ | ------------------ |
| 2000                                                | 78,092,940  | 2.77%                        | Sin cambios        | 935,892            |
| 2001                                                | 80,162,407  | 2.65%                        | 915,454            | 865,991            |
| 2002                                                | 75,858,500  | 5.37%                        | 890,494            | 735,796            |
| 2003                                                | 76,876,128  | 1.34%                        | 889,966            | 734,083            |
| 2004                                                | 79,087,928  | 2.88%                        | 911,727            | 802,248            |
| 2005                                                | 83,606,583  | 5.71%                        | 964,858            | 862,230            |
| 2006                                                | 85,907,423  | 2.75%                        | 980,386            | 767,897            |
| 2007                                                | 84,846,639  | 1.23%                        | 976,447            | 746,502            |
| 2008                                                | 89,379,287  | 5.34%                        | 994,346            | 720,209            |
| 2009                                                | 90,039,280  | 0.74%                        | 978,824            | 655,277            |
| 2010                                                | 88,001,381  | 2.23%                        | 970,235            | 563,139            |
| 2011                                                | 92,389,023  | 3.53%                        | 923,996            | 659,129            |
| 2012                                                | 94,956,643  | 3.10%                        | 952,767            | 684,576            |
| 2013                                                | 94,431,224  | 1.13%                        | 911,074            | 616,365            |
| 2014                                                | 96,178,899  | 1.85%                        | 868,359            | 601,270            |
| 2015                                                | 101,491,106 | 5.52%                        | 882,497            | 626,201            |
| 2016                                                | 104,258,124 | 2.73%                        | 898,356            | 648,595            |
| 2017                                                | 103,902,992 | 0.26%                        | 879,560            | 685,338            |
| 2018                                                | 107,394,029 | 3.33%                        | 895,682            | 693,790            |
| 2019                                                | 110,531,300 | 2.92%                        | 904,301            | 639,276            |
| 2020                                                | 42,918,685  | 61.17%                       | 548,016            | 559,652            |
| 2021                                                | 75,537,213  | 76.00%                       | 707,661            | 690,867            |
| 2022                                                | 93,699,630  | 23.77%                       | 724,145            | 688,614            |
| 2023                                                | 104,653,451 | 11.69%                       | 775,818            | 579,331            |
| 2024                                                | 108,067,766 | 3.26%                        | 796,224            | 645,834            |
| Fuente: Aeropuerto Internacional Hartsfield-Jackson |             |                              |                    |                    |

Nota
1. ↑  Carga total (flete, expreso y correo).

## Aeropuertos cercanos
Los aeropuertos más cercanos son:
- Aeropuerto de Athens-Ben Epps (107km)
- Aeropuerto Regional del Centro de Georgia (127km)
- Aeropuerto Metropolitano de Columbus (134km)
- Aeropuerto Metropolitano de Chattanooga (170km)
- Aeropuerto Internacional de Birmingham-Shuttlesworth (216km)